# Santa Maria in Aracoeli
De Santa Maria in Aracoeli is een rooms-katholieke basiliek in Rome. De kerk staat op de noordelijke top van de Capitolijn. Ze bevat werken van talrijke bekende kunstenaars zoals Andrea Bregno, Bennozzo Gozzoli, Donatello, Pinturicchio, Sansovino, Giacomo della Porta en Rainaldi. Andere werken worden toegeschreven aan Arnolfo di Cambio, Jacopo Torriti en Pietro Cavallini. 

## Geschiedenis
De kerk is opgericht op de fundamenten van antieke gebouwen: de tempel van Isis Capitolina en de Tempel van Juno Moneta. Oorspronkelijke was ze veel kleiner: het toenmalige schip stemt overeen met het gedeelte dat het priesterkoor en transept vormt van de huidige kerk. Ze werd in de 7de of 8ste eeuw gebouwd door een Griekse kloostergemeenschap; in de 10de eeuw werd ze overgedragen aan de benedictijnen. 
In 1249 werd de kerk door paus Innocentius IV toegewezen aan de franciscanen, die ze sterk uitbreidden: boven het vroegere schip werden het priesterkoor en transept aangelegd, en haaks daarop werd in 1285-1287 een veel ruimer schip toegevoegd. 

## Naam

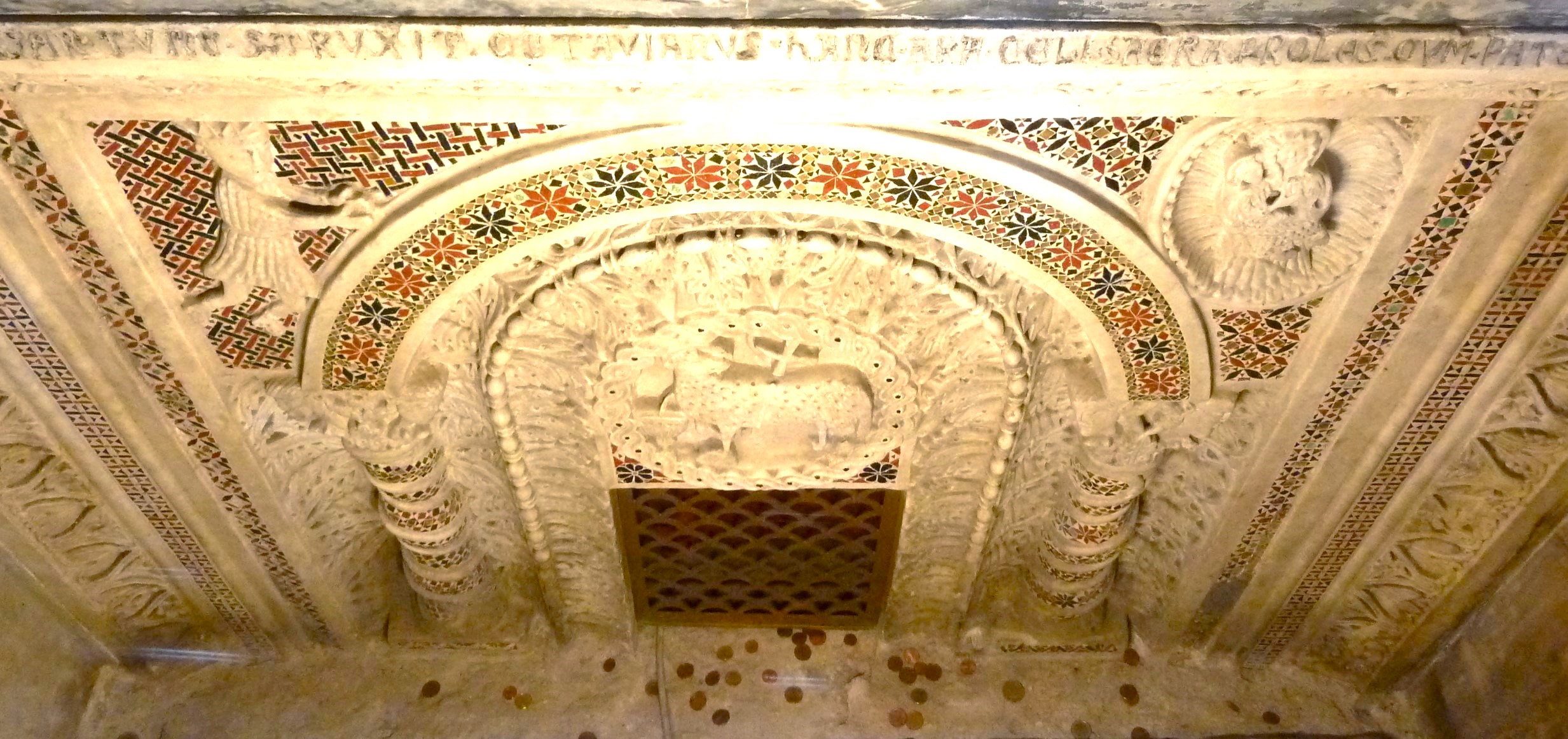
Middeleeuws reliëf: legende van de Ara Coeli.

Aanvankelijk heette de kerk "Santa Maria in Capitolio", naar de heuvel waarop ze is gebouwd. De huidige benaming "in Aracoeli" (Latijn voor: "op het altaar in de hemel") komt voor in teksten vanaf de 13de eeuw. Deze naam wordt verklaard door een legende: op de plaats waar nu de basiliek staat, zou de sibille aan keizer Augustus de geboorte van een goddelijk kind hebben aangekondigd, en dit zelfs op de dag van Christus' geboorte. En op dat ogenblik scheurde het wolkendek open en zag de keizer een moeder met een in doeken gewikkeld kind verschijnen op een altaar in de hemel. En tegelijk hoorde hij een stem die zegde: "Dit is de verlosser van de wereld". 
Deze legende wordt uitgebeeld op een middeleeuws reliëf in fijn cosmatenwerk waarop links de geknielde keizer Augustus te zien is, en rechts Maria met Kind. Dit reliëf bevindt zich links van het hoofdaltaar, aan de achterzijde van het achthoekige tempeltje voor keizerin Helena. Een andere uitbeelding is te zien op het fresco op de triomfboog (boven het hoofdaltaar): aan de rechterzijde staat keizer Augustus, en links de sibille die de locatie van het middeleeuwse reliëf aanwijst.  
Een van de hypothesen om de naam te verklaren wijst op de locatie: de basiliek staat op de noordelijke top van de Capitolijn, waar in de oudheid de citadel van Rome stond: arx in het Latijn. Laat-Latijn gebruikte vaker de accusatiefvorm, hier dus arce(m), verkleinwoord arcelli. Slordige uitspraak maakte er ara coeli van, en vrome fantasie breide er de bekende legende rond.

## Functie

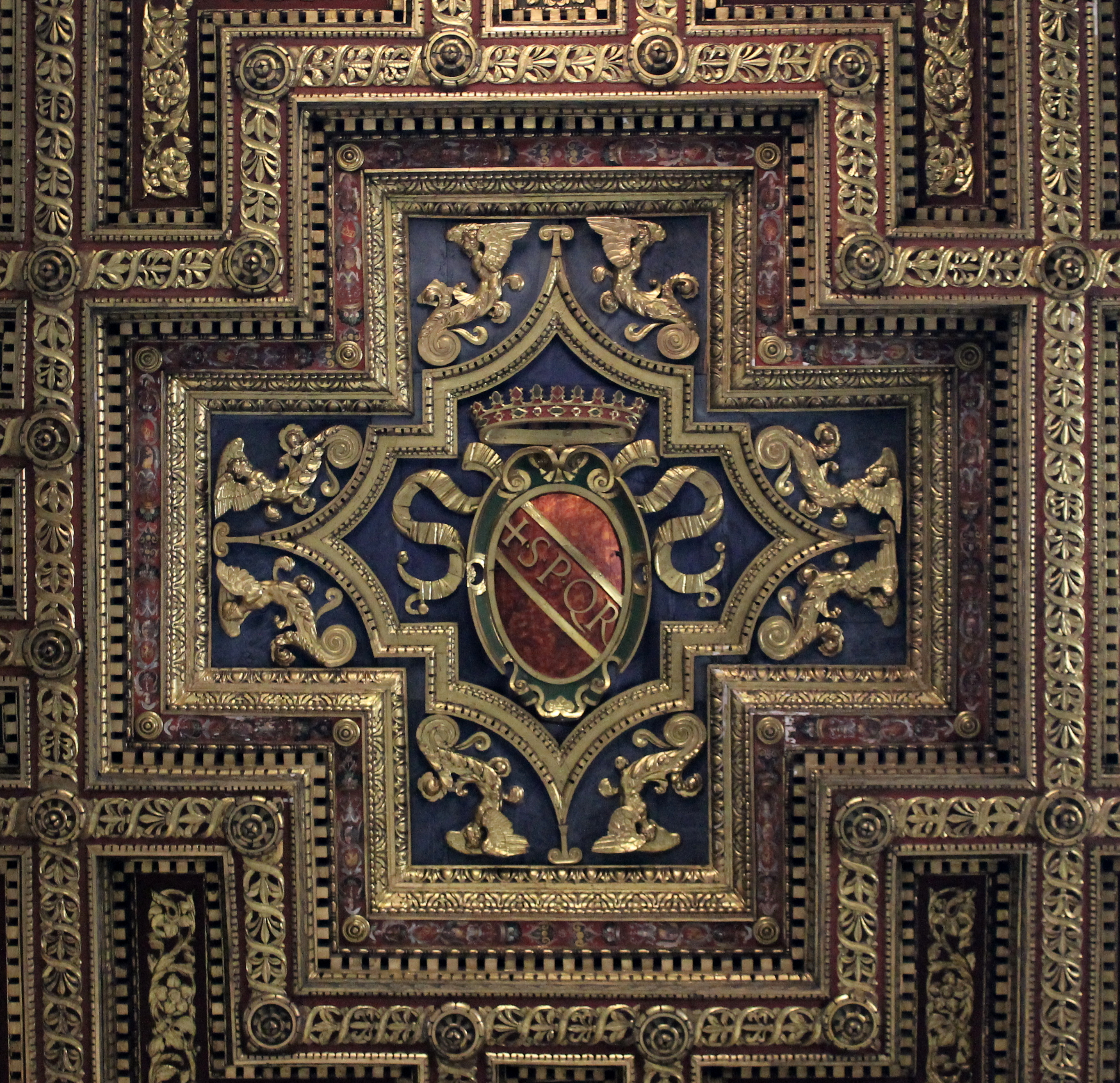
Wapenschild van de stad Rome.

In de middeleeuwen diende de kerk als vergaderplaats voor de notabelen van de stad Rome. Hier werden de caporioni (wijkhoofden) verkozen en er vonden volksbijeenkomsten plaats. De nauwe band tussen deze kerk en de burgergemeenschap blijkt nog uit de vele wapenschilden die in de kerk te zien zijn en de letters SPQR dragen, het logo van de stad Rome. Jaarlijks wordt in deze kerk tegen het jaareinde het Te Deum gezongen bij wijze van bedanking vanwege het Romeinde volk.
Tijdens de Franse bezetting in 1797 werd de kerk haar heilige karakter ontnomen, werd een groot deel van de cosmatenversieringen weggenomen en werd de kerk zelfs als paardenstal gebruikt, maar na de val van Napoleon kreeg ze weer een religieuze functie.

## Trappen

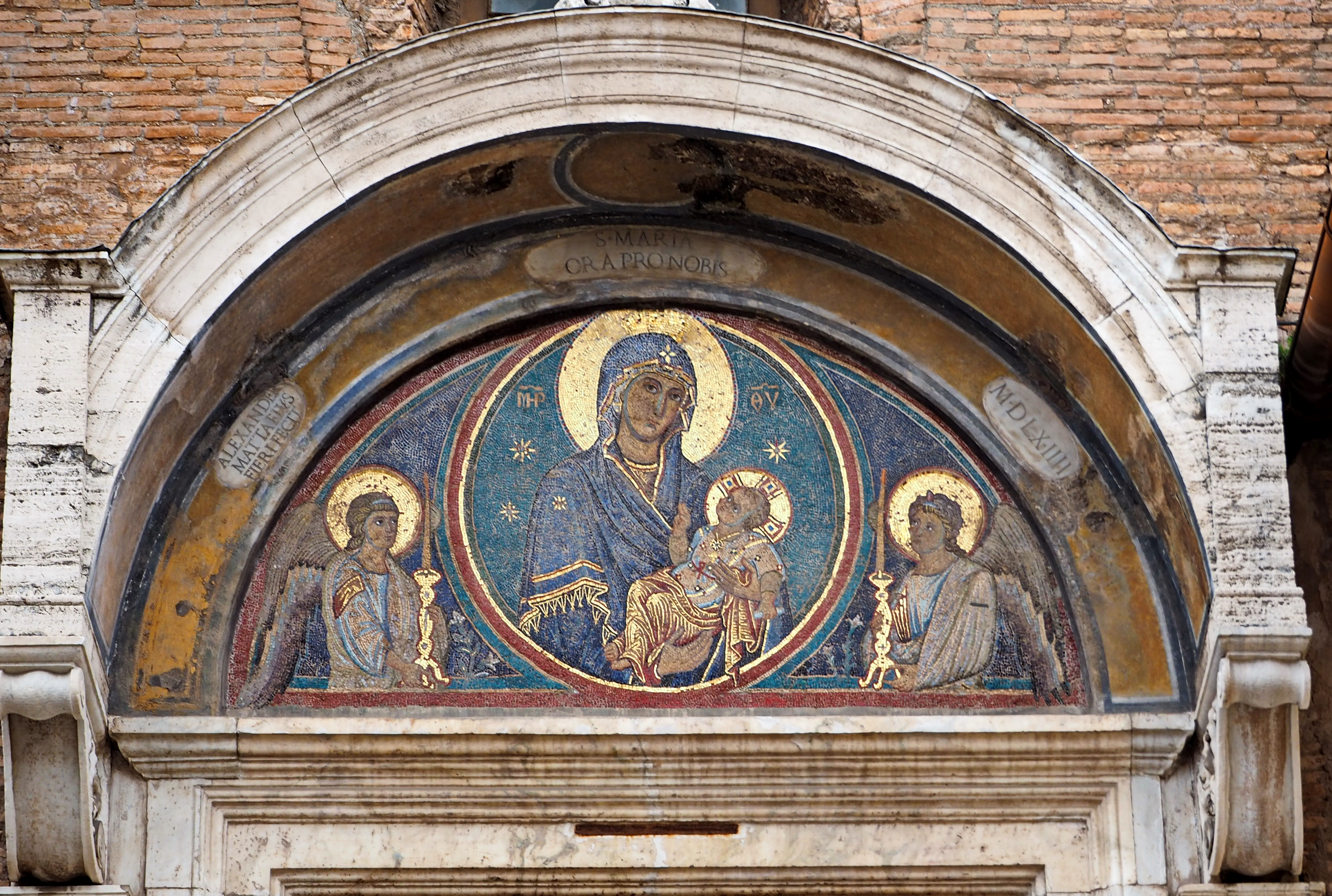
Santa Maria in Aracoeli Mozaiek bij de zij-ingang

De steile trap die van de Via del Teatro di Marcello naar de voorgevel voert, werd in 1348 aangelegd als dank vanwege de bevolking van Rome omdat Maria de stad had gered van de pestepidemie die vanaf dat jaar de bevolking van heel Europa zwaar had geteisterd. Hij telt 122 treden (124 aan de linkerzijde) en bestaat volledig uit marmer afkomstig van een antiek gebouw. Vermoedelijk komt het van de tempel van de Egyptische god Serapis die keizer Caracalla (211-217 n.C.) had gebouwd op de flank van de Quirinaal. 
Tot in de 19de eeuw werd deze trap zelfs op de knieën beklommen: door mensen die hoopten de lotto te winnen, door vrouwen die hoopten een man te vinden of door gehuwde dames die hoopten zwanger te worden.
Een minder steile trap naar de basiliek begint op het Capitoolplein aan de rechterzijde van het Palazzo Nuovo en voert met een hoek naar de zij-ingang van de kerk. Aan deze zijde was de hoofdingang tot wanneer de kerk werd uitgebreid in de 13de eeuw. Boven deze zij-ingang hangt een middeleeuws mozaïek dat Maria met Kind afbeeldt tussen twee engelen.

## Voorgevel
De voorgevel van de basiliek is uiterst sober: misschien droeg die ooit fresco- en mozaïekdecoraties, maar nu is er enkel de bakstenen muur met marmerreliëfs boven de twee zijpoorten. Links van de middelste poort herinnert een opschrift aan de bouw van de trap in 1348. Het roosvenster boven de middelste poort werd verwijderd om plaats te maken voor het glas-in-loodraam met het embleem van de Barberini-familie waartoe paus Urbanus VIII behoorde.
Links op de gevel ter hoogte van het kruis is het vierkante gat te zien waar in 1412 het eerste uurwerk van Rome werd bevestigd. In het 1806 werd dit overgebracht naar de toren van het Palazzo Senatorio, waar het nog steeds hangt.

## Interieur

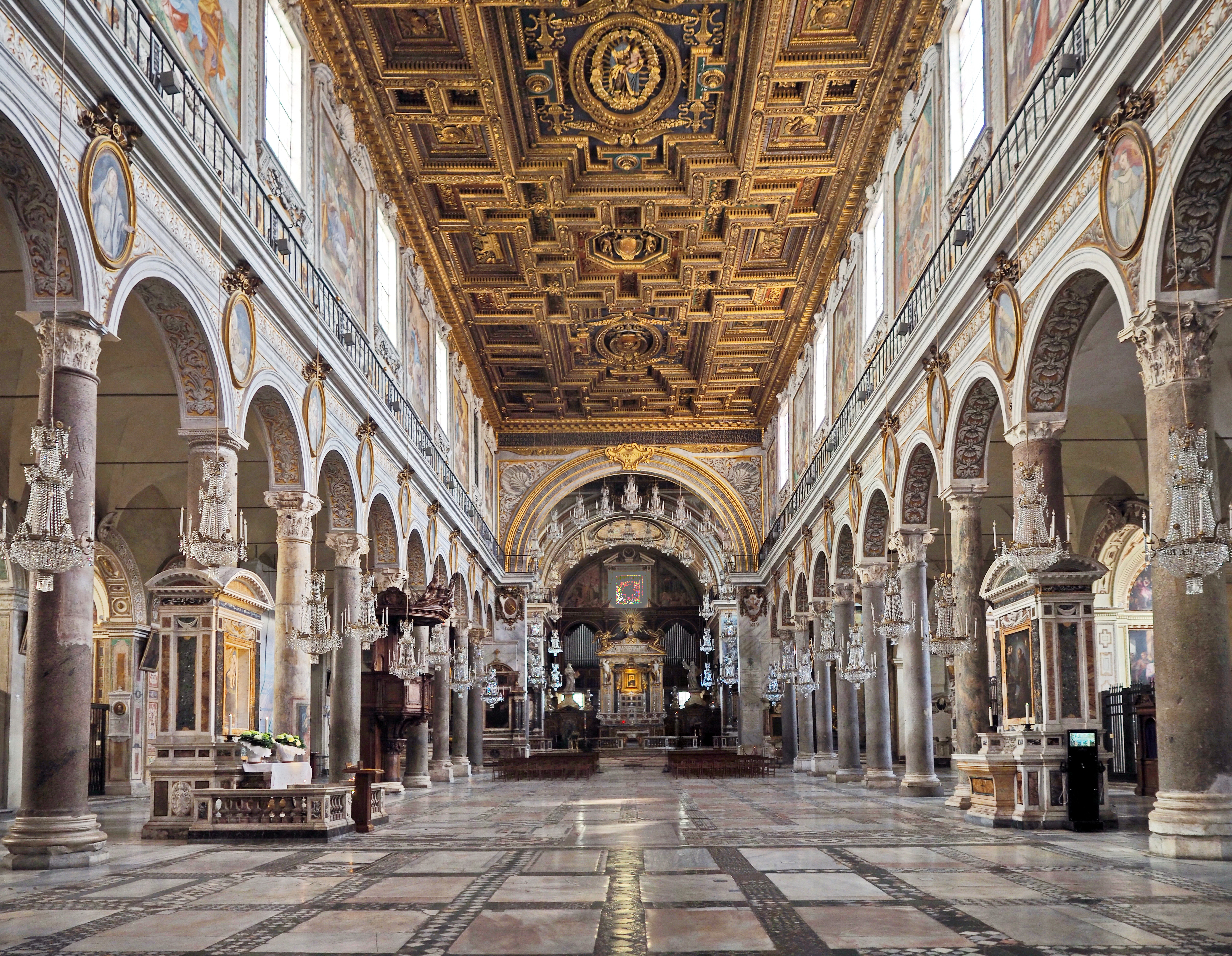
Middenschip.

De Santa Maria in Aracoeli heeft een romanogotisch karakter en is rijkelijk versierd. Ze is gebouwd volgens het basilicaplan, met toevoeging van zijkapellen, dwarsschip en apsis.
Heel de vloer van de kerk is gesierd met 13de-14de-eeuws cosmatenwerk (stukjes gekleurd marmer afkomstig uit antieke ruïnes, aangelegd in geometrische figuren), en is bezaaid met grafstenen van beroemdheden. 

### Schip

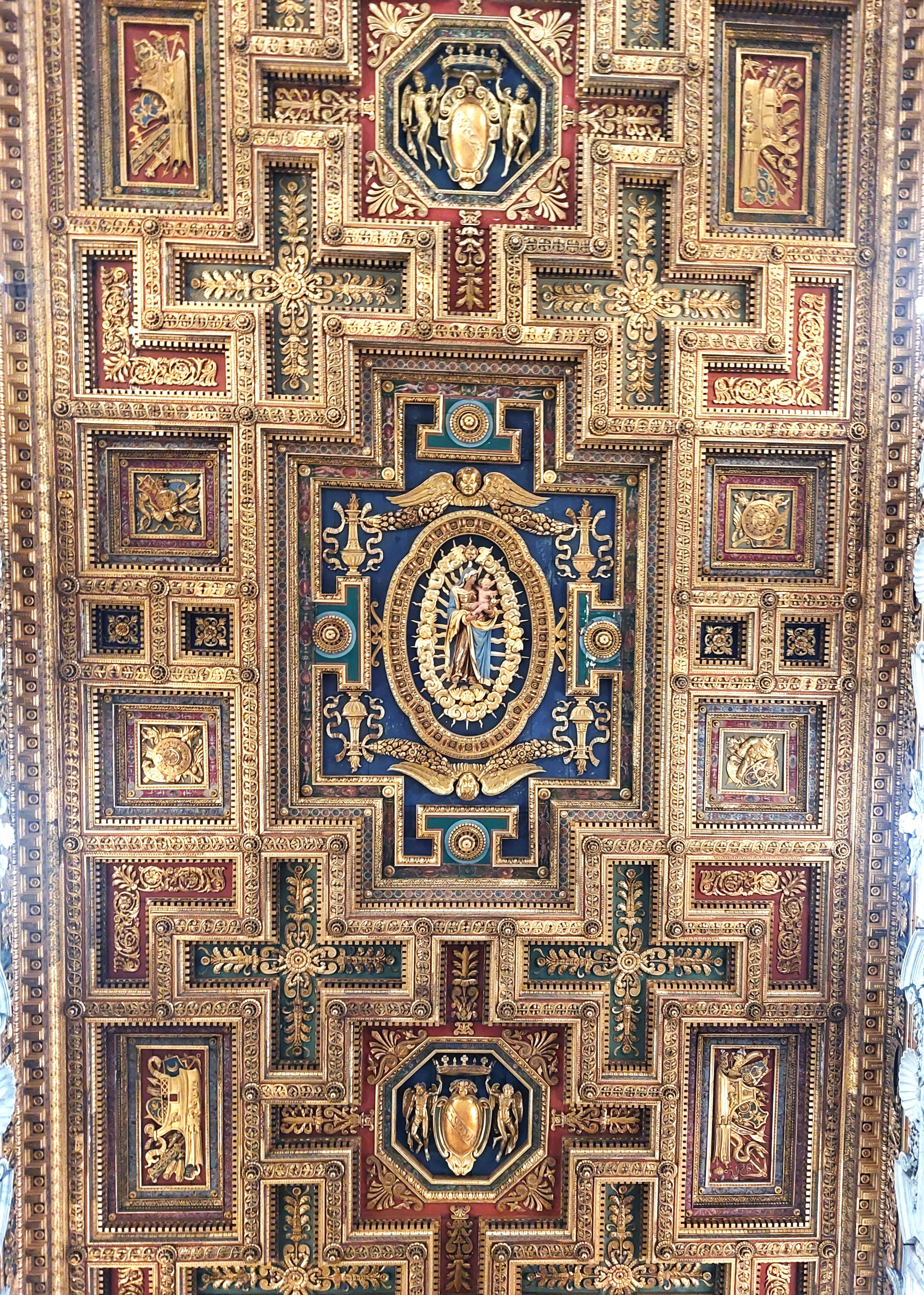
Cassettenplafond van het middenschip.

Het schip is verdeeld in drie beuken die van elkaar worden gescheiden door twee rijen van elf verschillende zuilen die zijn gerecycleerd uit antieke gebouwen. Op de derde zuil links staat de Latijnse tekst a cubiculo Augustorum ingegrift: waarschijnlijk komt deze zuil uit het slaapvertrek van de dienaars van keizer. Op ooghoogte is deze zuil doorboord: misschien voor waarnemingen van hemellichamen? Op de vierde zuil links is een 15de-eeuws fresco geschilderd dat Maria voorstelt als "Refugium peccatorum" d.w.z. Toeverlaat der zondaars.  
Het somptueuze cassettenplafond van het middenschip werd in 1572-1575 aangebracht als dank voor de overwinning die Marcantonio Colonna op 7 oktober 1571 had behaald in de zeeslag bij Lepanto. Daarin had Colonna de pauselijke vloot aangevoerd die samen met de christelijke Liga (Spanje, Venetië, Genova en de Ridders van Malta) een zware nederlaag heeft toegebracht aan de Turkse vloot. 
Centraal op de zoldering staat Maria met Kind in een rozenkrans (paternoster): men nam aan dat zij de Heilige Liga had bijgestaan door de aanvankelijk zware tegenwind te doen keren in het nadeel van het Ottomaanse rijk. Vier oorlogsgaleien zijn afgebeeld; een ervan voert een halve maan als symbool van de islam. En verder zijn er twee wapenschilden van de stad Rome met de letters SPQR, en twee pauselijke wapenschilden: dat van Pius V die Marcantonio Colonna had aangesteld als commandant van de pauselijke vloot, en dat van Gregorius XIII onder wiens pontificaat het cassettenplafond werd aangebracht.
Op de binnenzijde van de gevel loven twee barokke engelen de weldaden die paus Urbanus VIII (1623-1644) heeft verricht voor de stad Rome: hij maakte snel een einde aan de pestepidemie die elders in Italië woedde, hij breidde de pauselijke staat uit, versterkte de citadel [Castel Sant'Angelo] en voorzag ze van krachtige wapens [versta: kanonnen], hij versterkte andere steden van de [pauselijke] staat, lenigde de voedselschaarste enz. Het ontwerp van dit werk uit 1634 is van Gian Lorenzo Bernini.Het glas-in-loodraam in het midden toont het wapenschild met de drie bijen van de familie Barberini waartoe Urbanus VIII behoorde.

### Zijkapellen

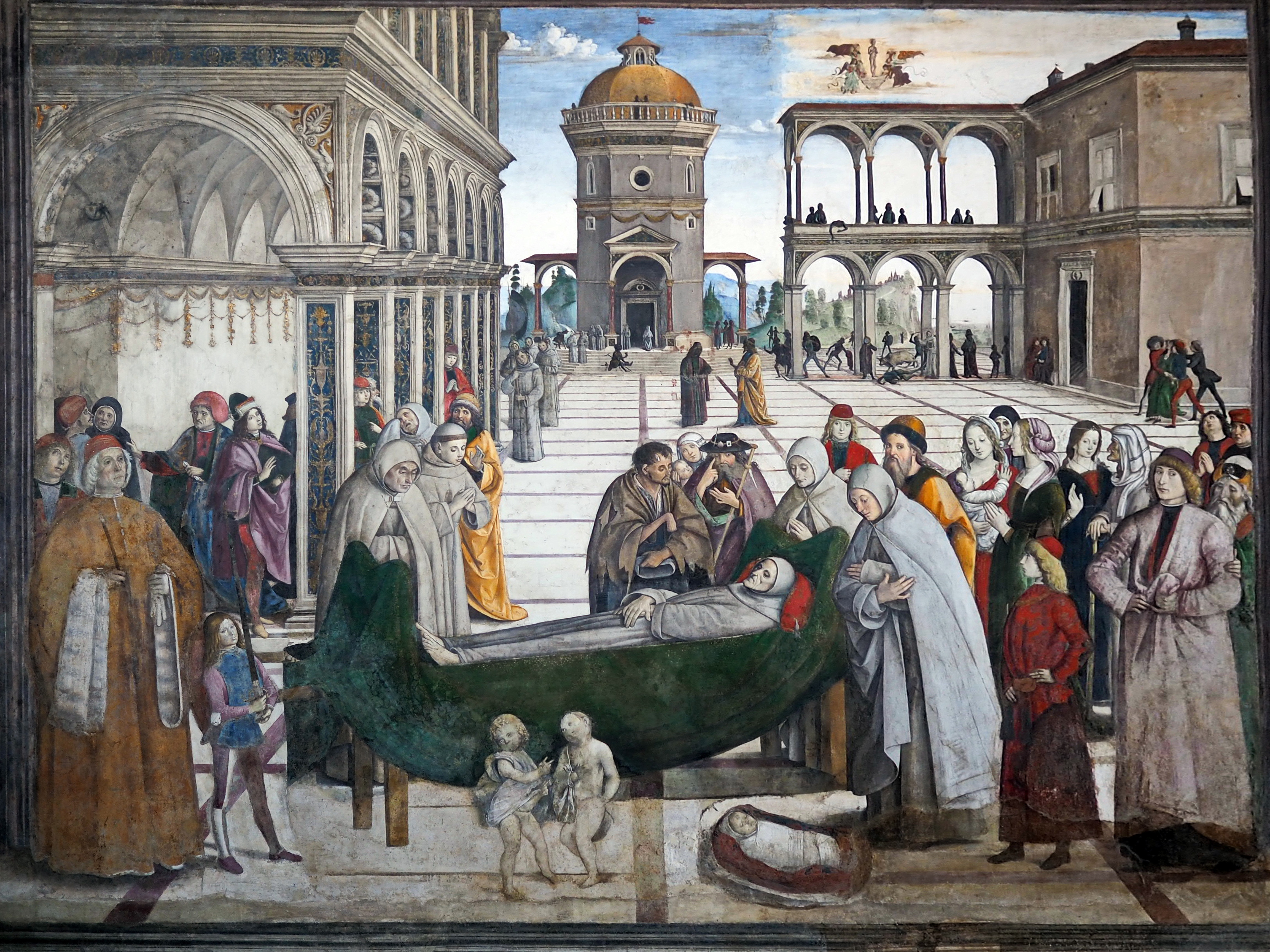
Cappella Bufalini: dood van de H. Bernardinus.

In de zijschepen staan drie levensgrote monumenten voor pausen opgesteld: voor Leo X (1513-1521), Paulus III (1534-1549) en Gregorius XIII (1572-1585).
Beide zijschepen hebben negen zijkapellen, ingericht door bekende Romeinse families.
De eerste zijkapel rechts (Cappella Bufalini) werd omstreeks 1486 beschilderd door Pinturicchio. De fresco's stellen Bernardino da Siena voor, een franciscaan (1380-1444) die grote populariteit kende als prediker en al kort na zijn dood heilig werd verklaard. Op het gewelf van de kapel staan de vier Evangelisten afgebeeld; op de achterste wand: Bernardinus als prediker; op de linker zijwand de begrafenis van Bernardino da Siena in een typisch renaissancedecor in perspectief.
De negende zijkapel rechts die aan Pasquale Baylon is gewijd (voorbij de zij-ingang van de kerk) toont nog een gedeelte van een middeleeuws fresco dat Maria met Kind voorstelt tussen Johannes de Doper en de apostel Johannes. Dit werk wordt toegeschreven aan Pietro Cavallini.

### Dwarsschip en presbyterium

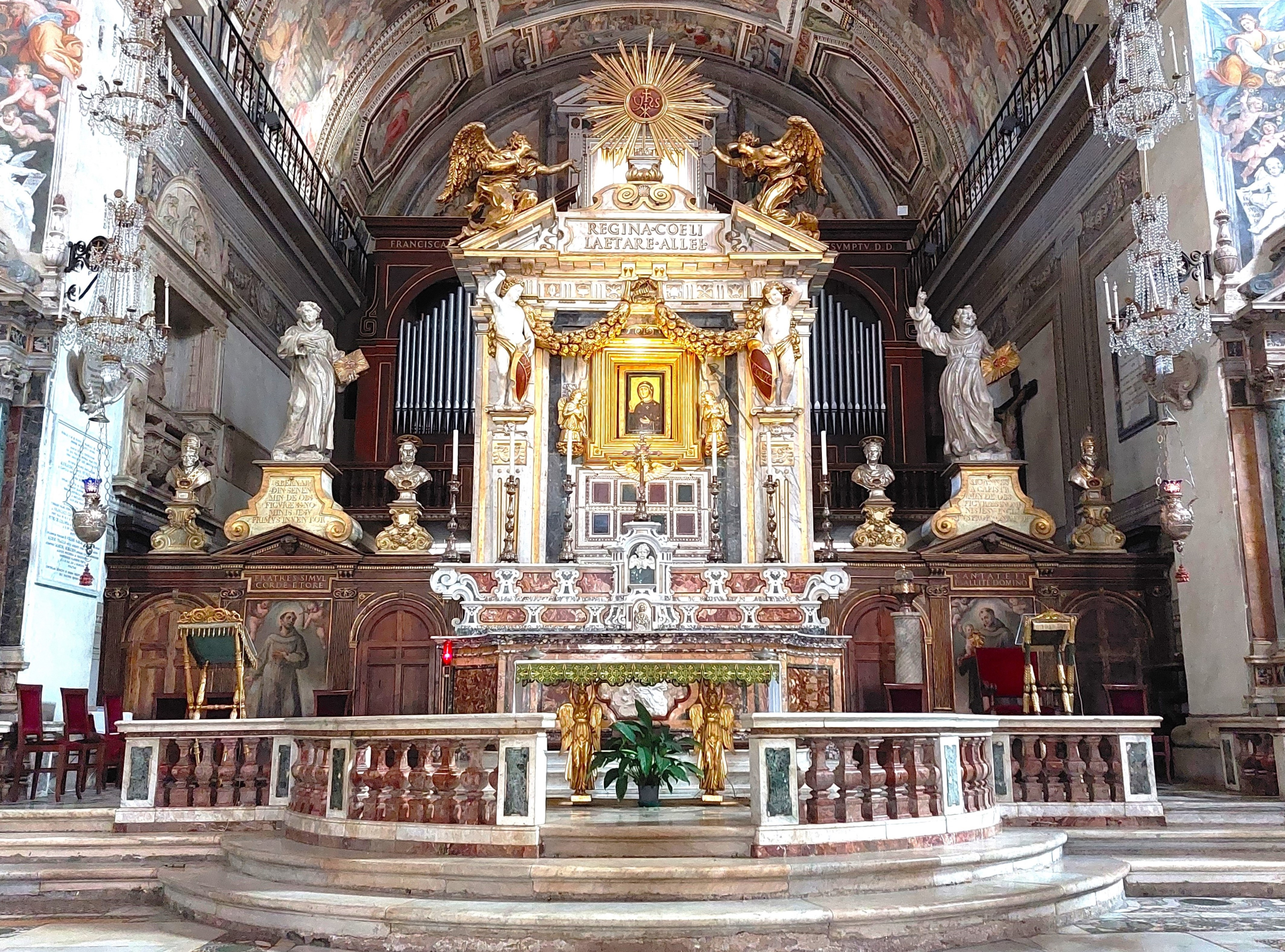
Hoofdaltaar

Bovenop de oorspronkelijke vroegmiddeleeuwse kerk werden in de 13de eeuw het dwarsschip en priesterkoor gebouwd, dat daardoor enkele treden hoger ligt dan de rest van de kerk.
Links is de achthoekige kapel (1605) die gewijd is aan de heilige Helena: hier zouden haar stoffelijke resten worden bewaard in een kleine urne die zich bevindt in de porfieren sarcofaag die nu als altaar dient. Aan de achterzijde van deze kapel, naar het hoofdaltaar toe maar lager dan de huidige bevloering, is het 12de-eeuwde reliëf te zien dat de legende voorstelt van keizer Augustus die knielt voor de verschijning van Maria met Kind in de hemel.
Cosmatenwerk is rijkelijk aanwezig in het dwarsschip: op de vloer, op beide ambo's (pupiters), op het hoofdaltaar en op enkele grafmonumenten.
Boven het hoofdaltaar wordt een 10de of 11de-eeuwse icoon van Maria met Kind bewaard in een bijzonder rijkelijke aedicula, ontworpen door Giacomo della Porta. Deze icoon wordt bijzonder vereerd: het is als bedanking aan haar dat de trap voor de gevel werd aangelegd in 1348.
Achter het hoogaltaar is het vierkante koorgedeelte met koorbanken. Dit gedeelte werd gebouwd in 1565 en vervangt de oorspronkelijke, ronde apsis van de basiliek. 
De zijkapel rechts werd in 1295 ingericht als grafkapel voor de adellijke familie Savelli en bevat een aantal kunstwerken in cosmatenstijl. 

### Graven

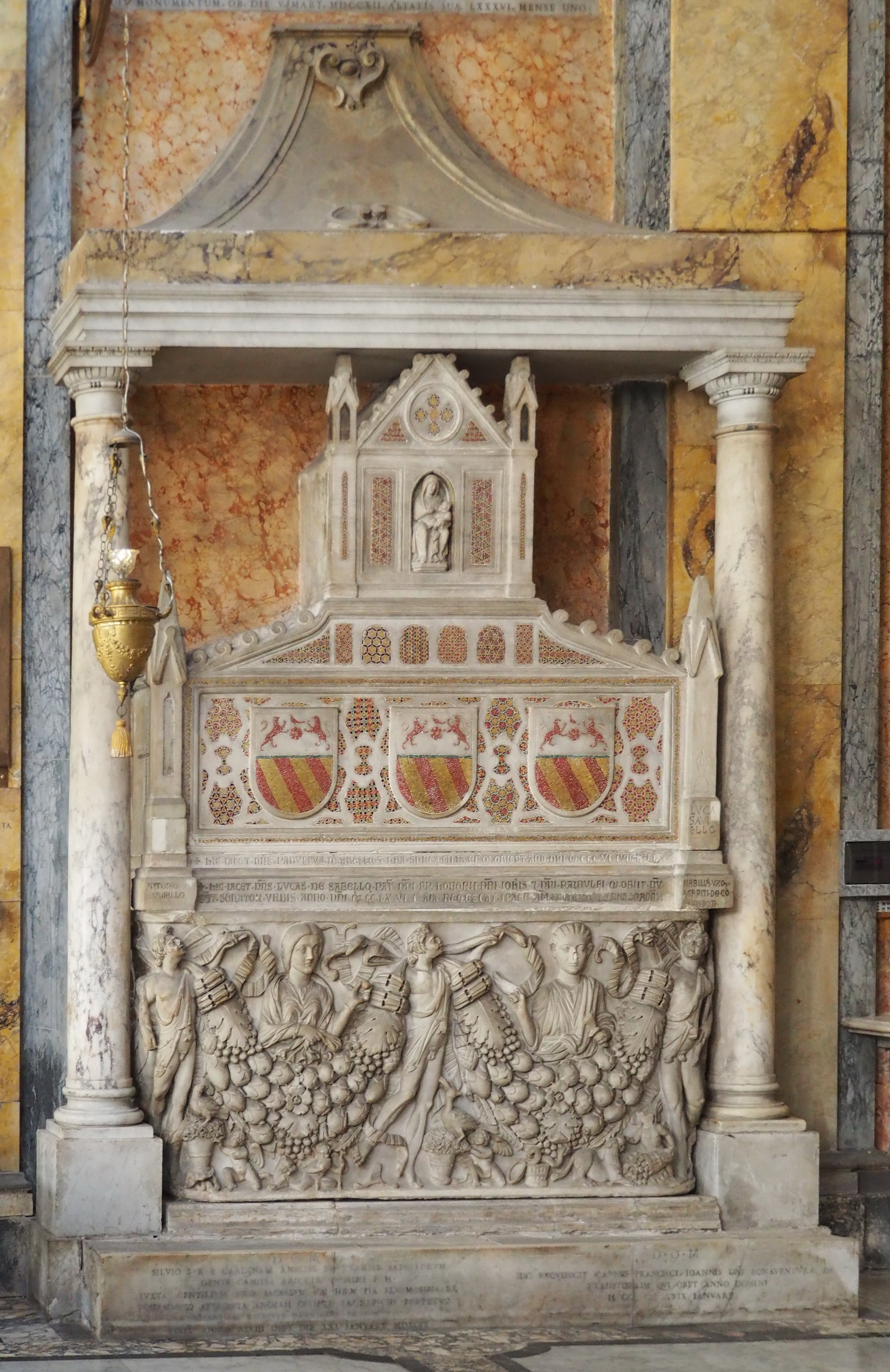
Graf van Luca Savelli.

In het schip, het dwarsschip en de zijkapellen zijn talrijke grafmonumenten van notabelen aangebracht: zowel op de vloer als tegen de muren. De bekendste zijn:
- Rechts van de hoofdingang is het grafmonument van kardinaal d'Albret, werd van Andrea Bregno uit 1465.
- In het linker zijschip is vooraan het graf met een marmeren landkaart van Eugenio Ruspoli, ontdekkingsreiziger in Ethiopië en Somalië. Hij werd in 1893 gedood door een olifant die hij wilde neerschieten.
- Rechts daarvan is een gedenksteen voor Felix de Fredis, de edelman in wiens wijngaard in 1506 de Laocoöngroep werd ontdekt.
- Op het presbyterium, op de zuil naast de noordelijke ambo is de grafsteen van Katarina Kosača-Kotromanić, de laatste Bosnische koningin, overleden in 1478.
- In een zijkapel uiterst rechts in het dwarsschip zijn twee aanzienlijke grafmonumenten van de adellijke familie Savelli in cosmatenstijl: rechts dat van Honorius IV (Giacomo Savelli, paus 1285-1287) en zijn moeder Giovanna Aldobrandeschi, en links in de kapel dat van Giacomo's vader Luca Savelli, eveneens in cosmatenstijl, met als onderbouw een derde-eeuwse sarcofaag.
- Aan de rechterkant van het portaal naar de zijuitgang is het grafmonument van Cecchino Bracci, ontworpen door Michelangelo (maar niet door hem uitgevoerd). Bracci was een leerling en misschien zelfs de geliefde van Michelangelo, die talrijke grafschriften heeft geschreven voor deze jongeman die reeds op de leeftijd van 16 jaar overleden is.

## Il Santo Bambino

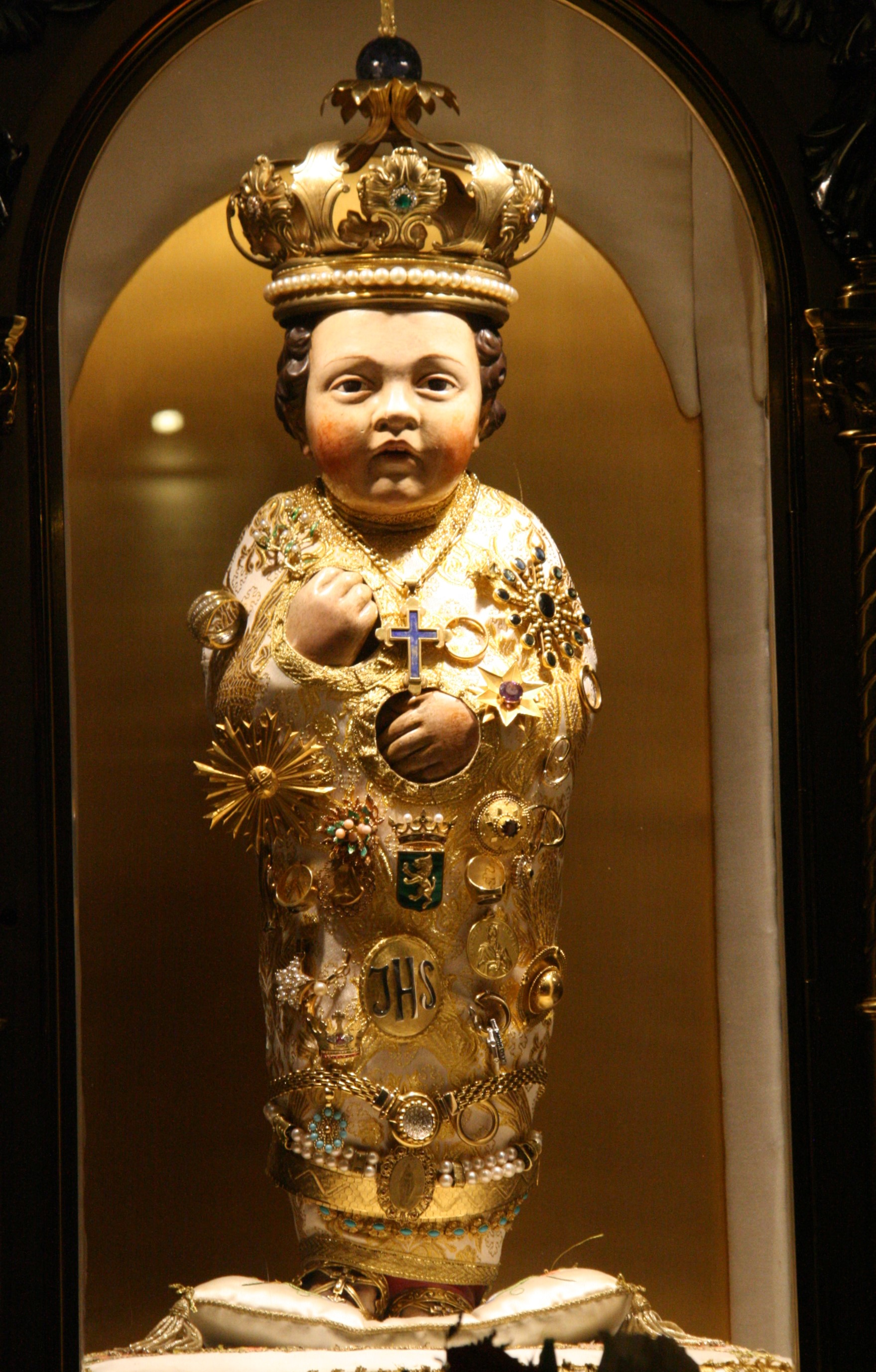
il Santo Bambino

In een kapel links van het presbyterium wordt het meest geliefde beeld van deze basiliek bewaard: il Santo Bambino of il Bambinello, "het Kindje Jezus". Dit is een 60 centimeter groot olijfhouten beeld dat Jezus als pasgeborene voorstelt. Volgens de overlevering is dit beeldje in de 15de eeuw door een franciscaner broeder gesneden uit een olijfboom uit de tuin van Gethsemane en zou het gezicht zijn beschilderd door een engel. Het beeld is bijzonder geliefd bij de Romeinen; men nam aan dat het zelfs ziektes zou kunnen genezen: als de patiënt zou genezen, werden de lippen van het beeldje donkerrood, anders waren ze bleek. De Bambinello kreeg zelfs vele edelstenen en juwelen ten geschenke bij wijze van gebed of als dank na verhoorde gebeden. 
Het huidige beeld is een replica; deze vervangt het origineel dat in 1994 werd gestolen samen met alle juwelen die het overdekten. Maar ook nu liggen naast het kleine schrijn stapels brieven met gebeden en wensen die worden toegezonden vanuit de hele wereld. In de kerstperiode wordt dit beeldje gelegd in de kribbe die dan in de tweede zijkapel van het linkerzijschip opgesteld staat.

## Klooster

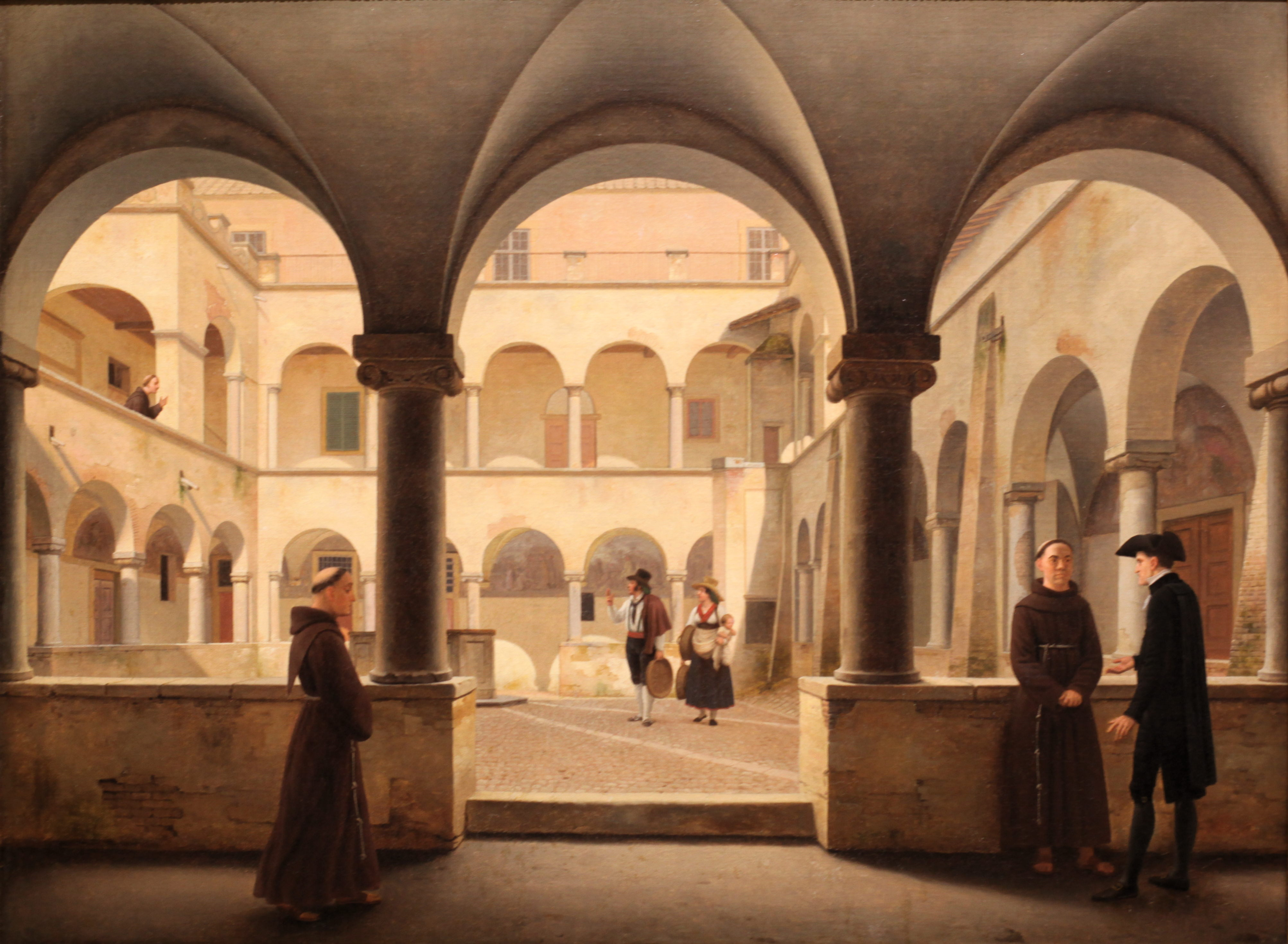
Christoffer Wilhelm Eckersberg: het klooster van Santa Maria in Aracoeli (1824)

In de dertiende eeuw werd een klooster gebouwd aan de noordzijde van de kerk, tegen het linker zijschip aan. Dit klooster werd gedeeltelijk afgebroken voor de residentiële toren die Paulus III (paus 1534-1549) bouwde aan die zijde van de Capitolijn, en het resterende gedeelte werd in 1873 grotendeels onteigend en ingericht als kazerne van de stedelijke politie. Zowel de toren van Paulus III als de kazerne werden vanaf 1886 afgebroken op plaats te maken voor het Vittoriano.
Een kloostergemeenschap van franciscanen is nog gehuisvest in een kleiner gebouw aan de achterzijde van de basiliek, te bereiken langs de Scala dell'Arce Capitolina.

## Galerij

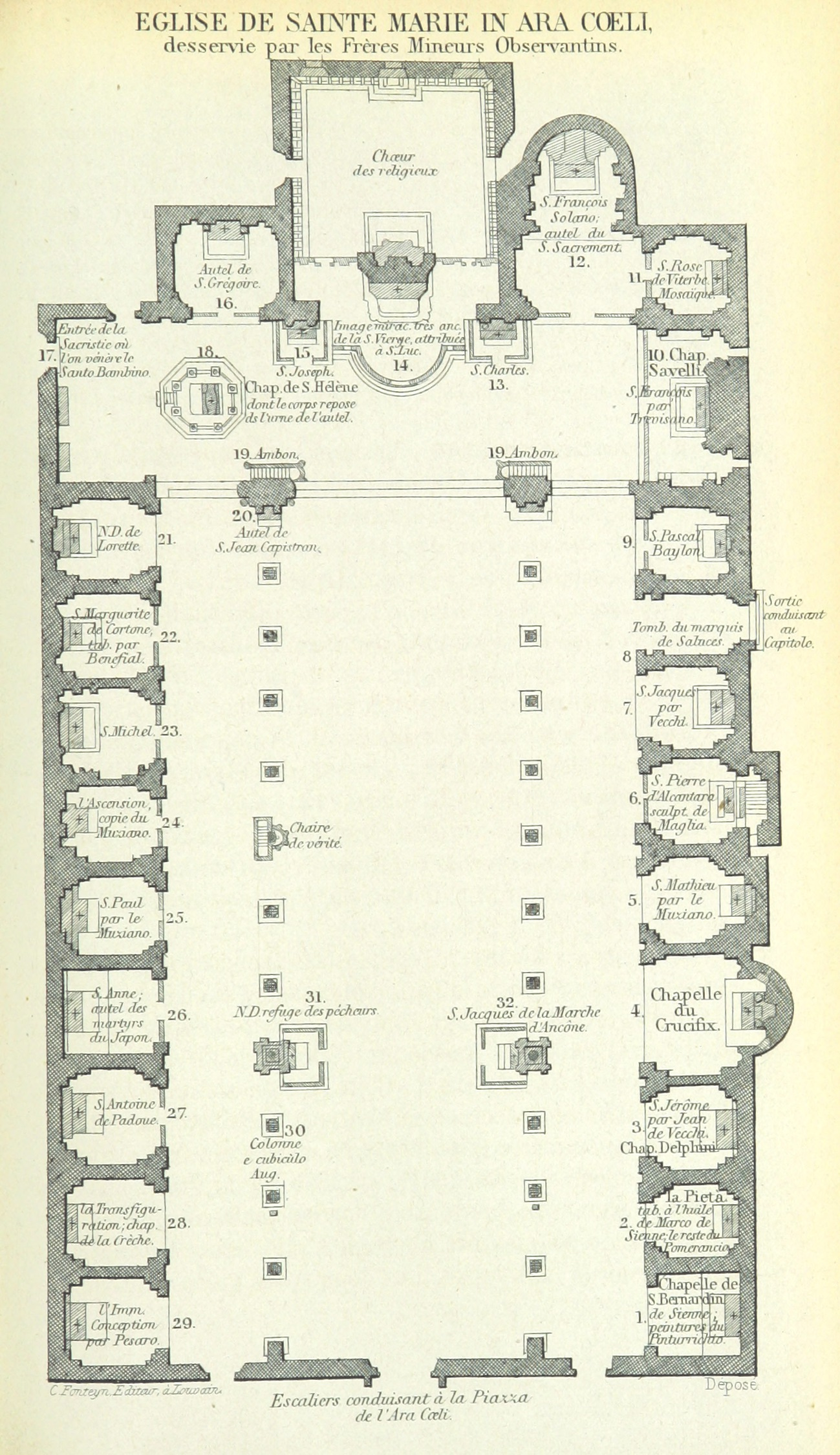
Grondplan.
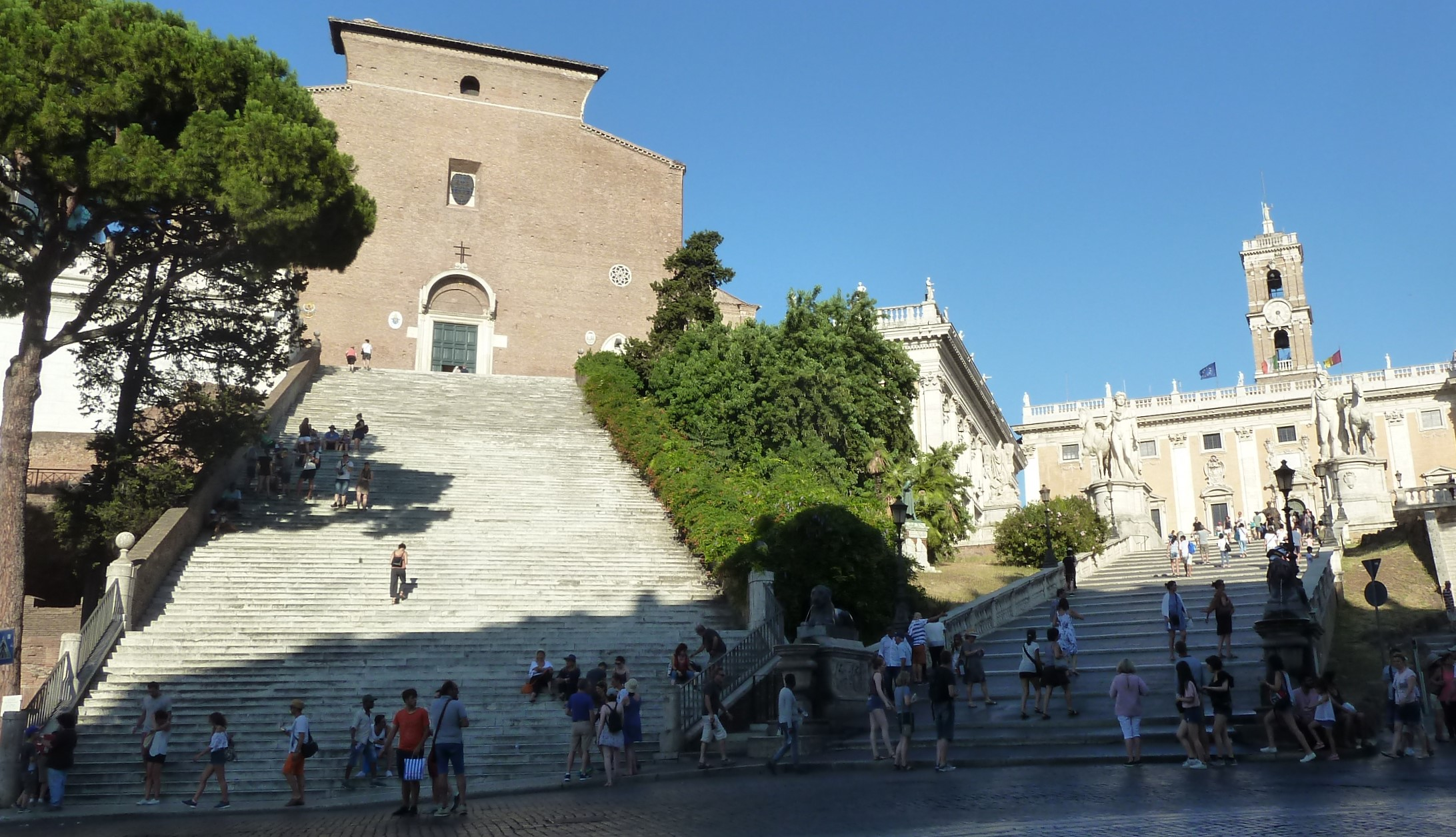
Santa Maria in Aracoeli en Cordonata naar het Capitoolplein.
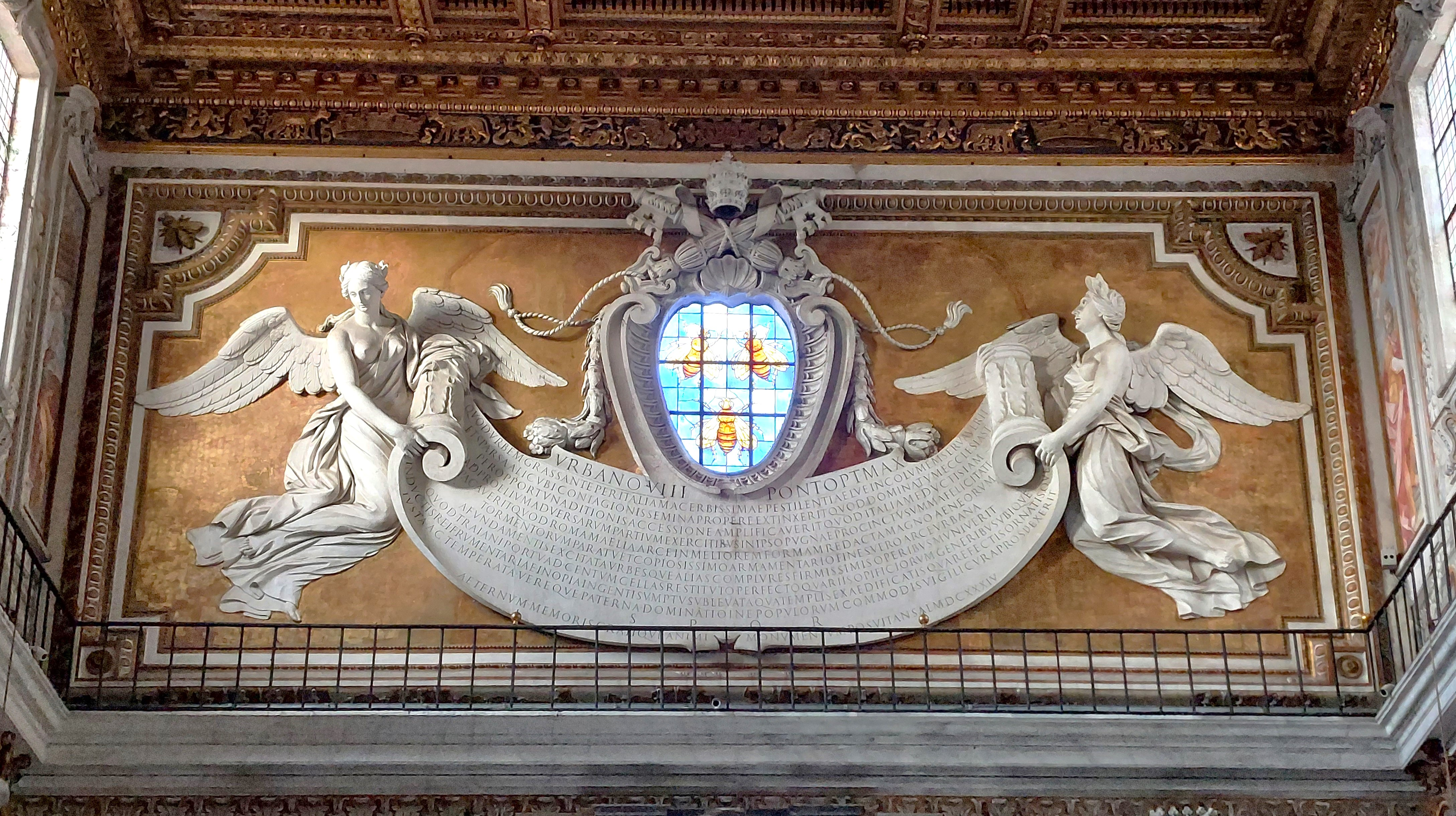
Binnenzijde van de voorgevel.
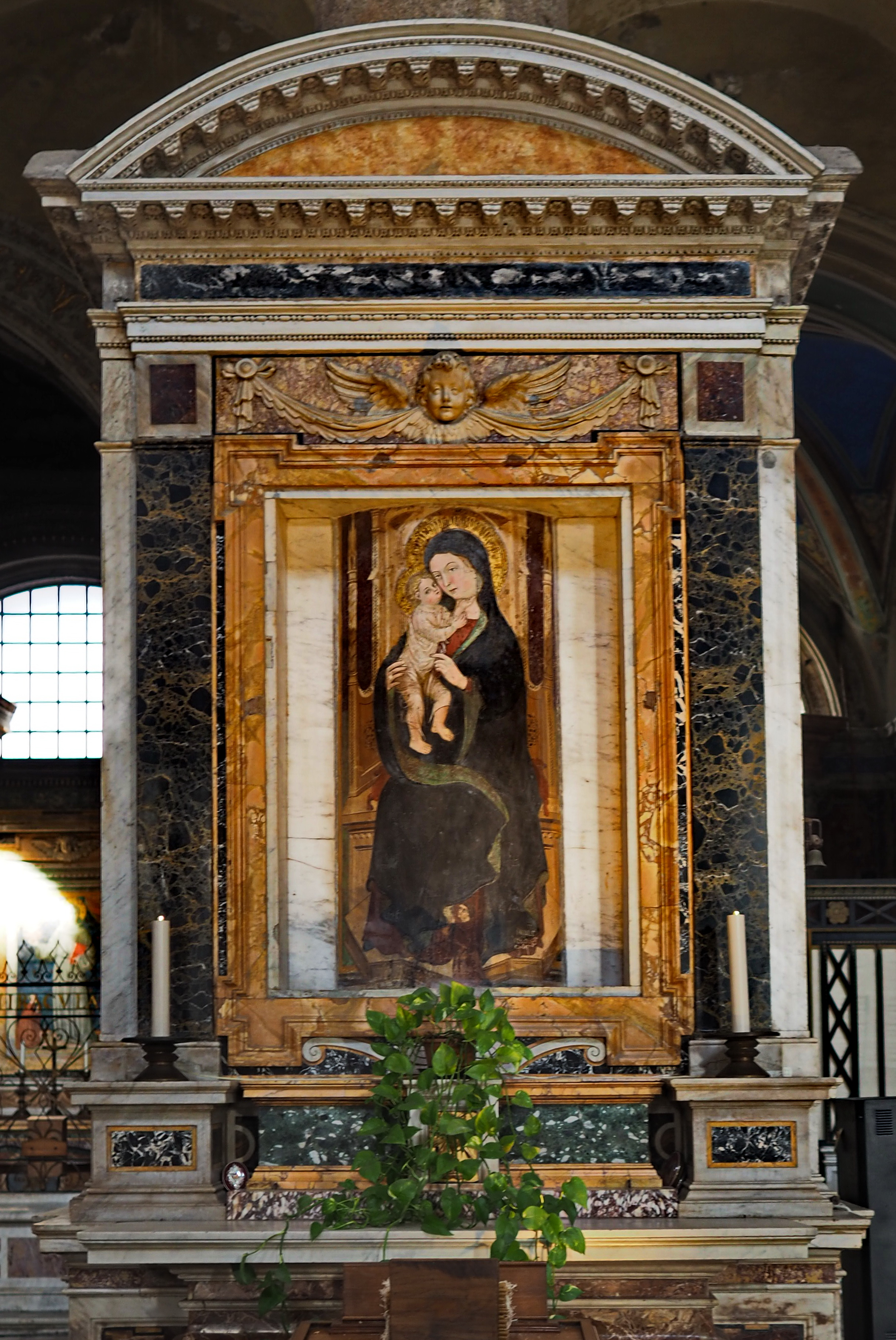
Madonna del Rifugio.
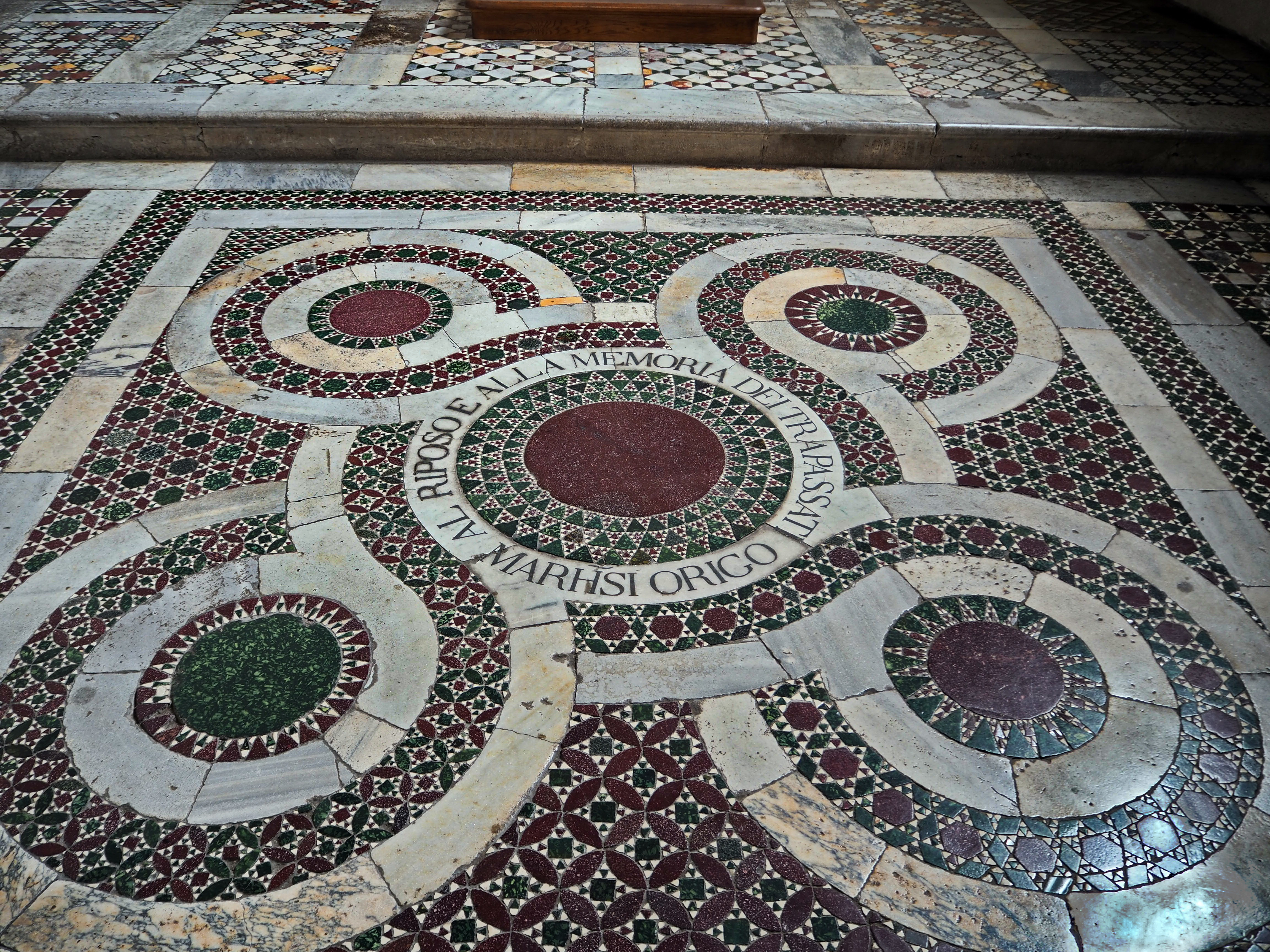
Vloer van Bufalini-kapel in cosmatenwerk.
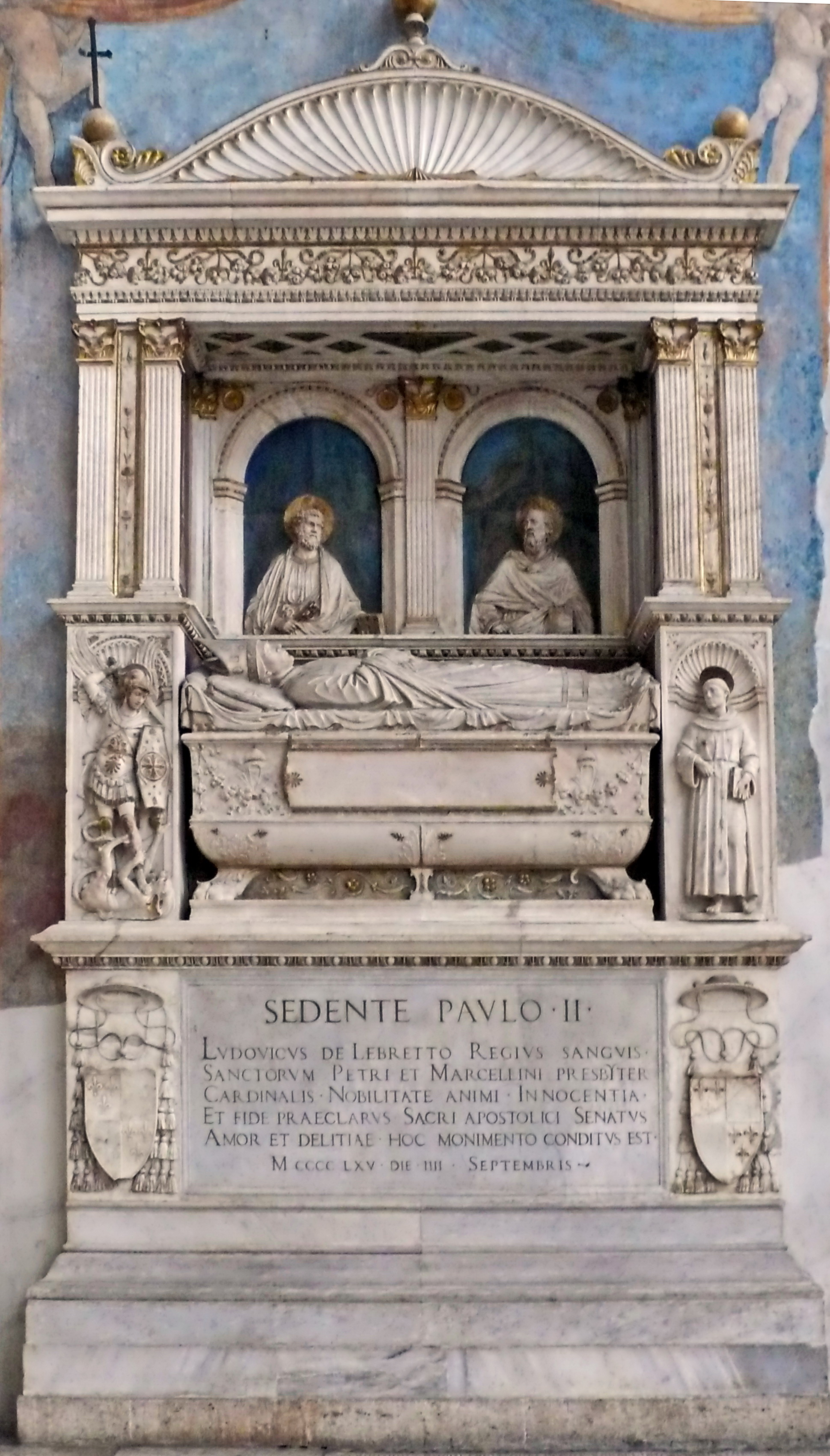
Graf van L. d'Albret
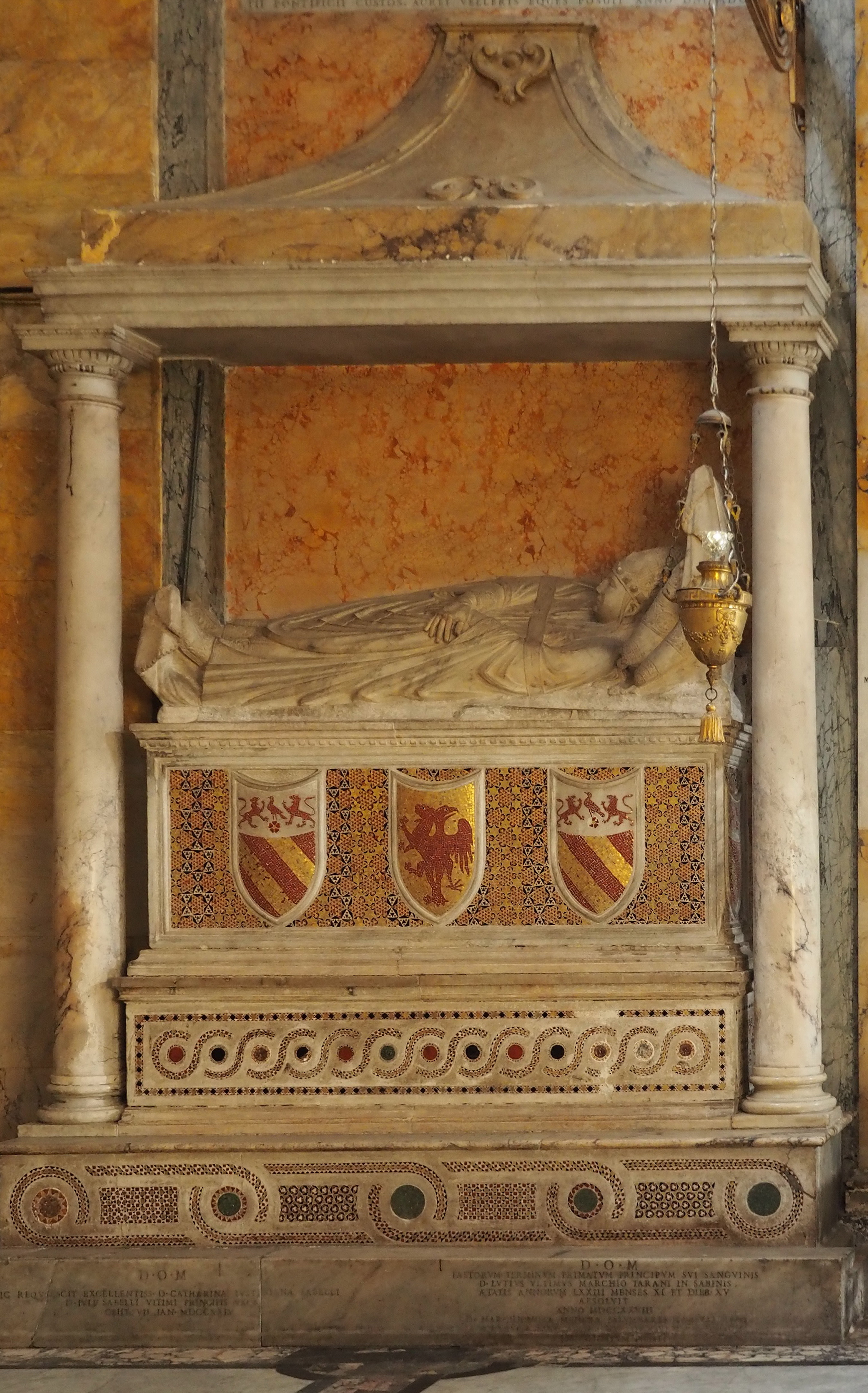
Graf van Giovanna Aldobrandeschi.
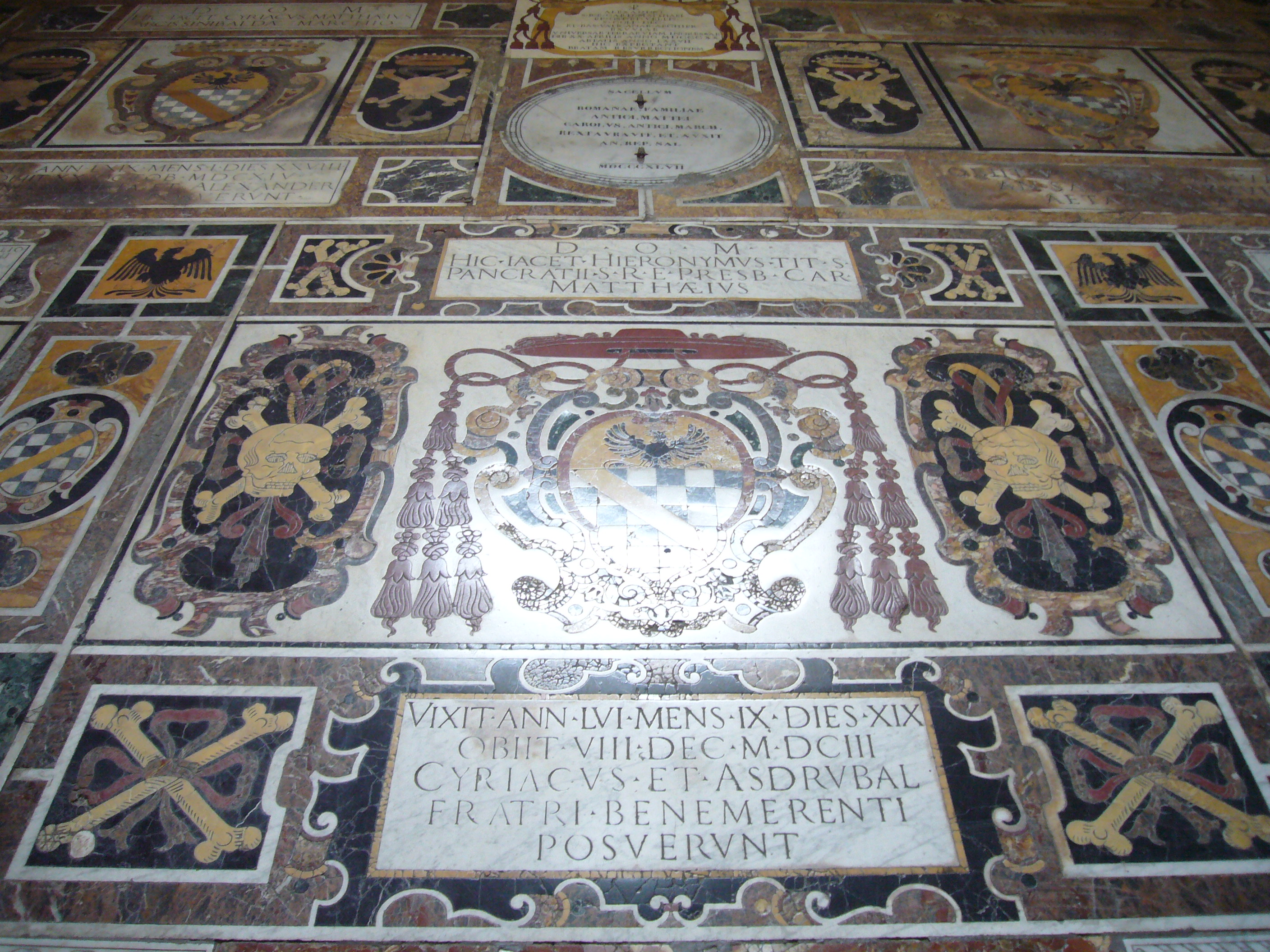
Grafsteen van Gerolamo Mattei.
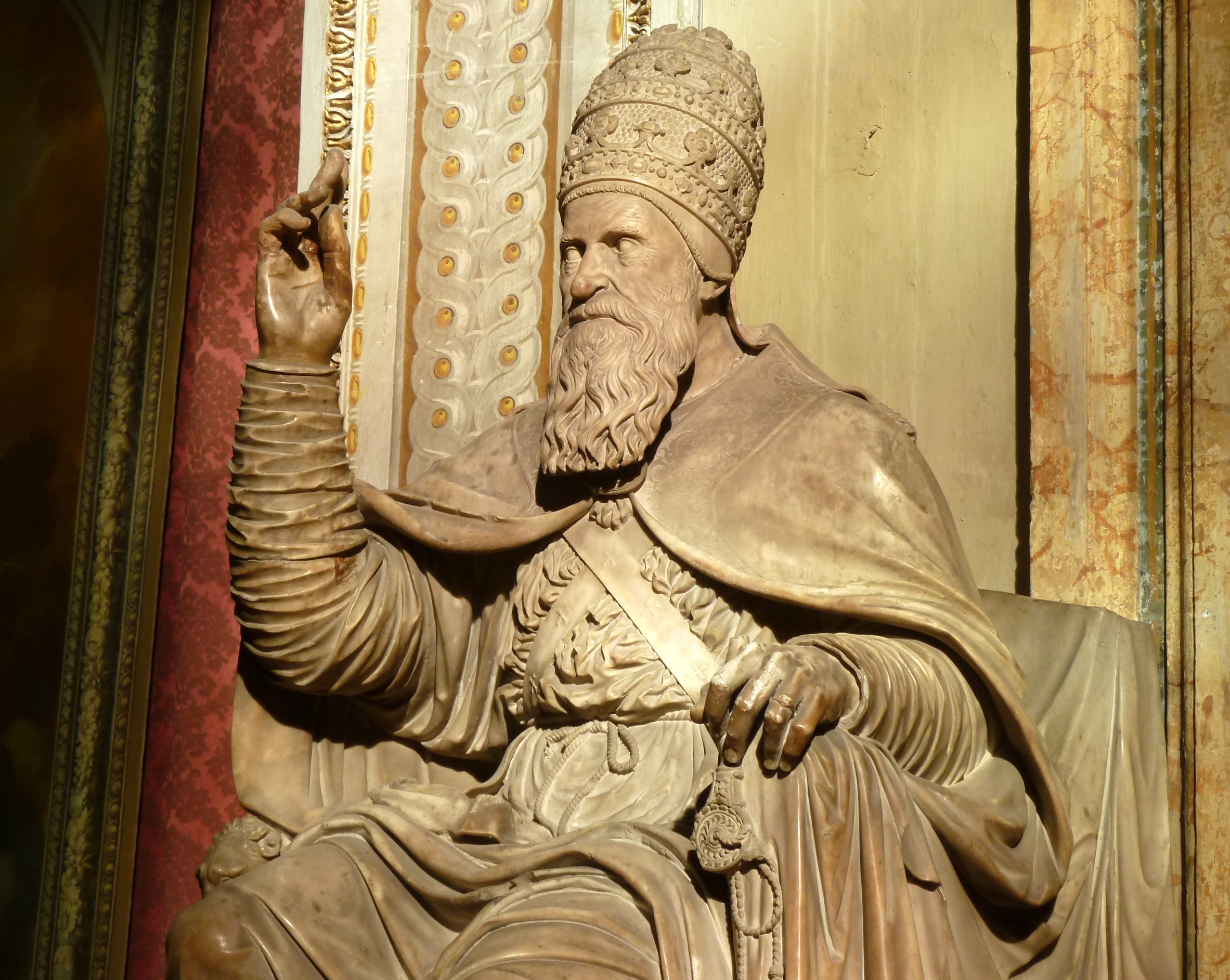
Paus Paulus III.
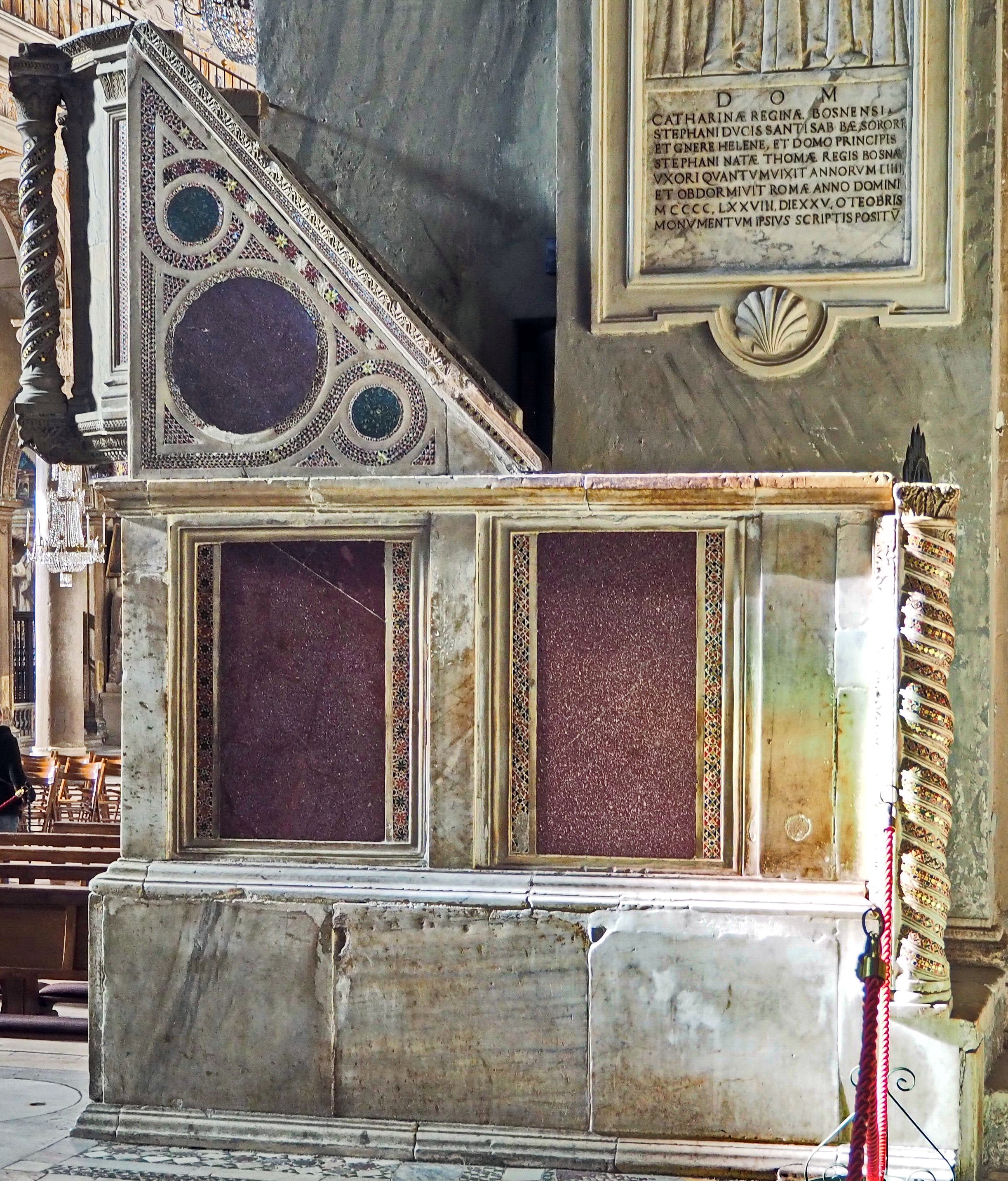
Noordelijke ambo.
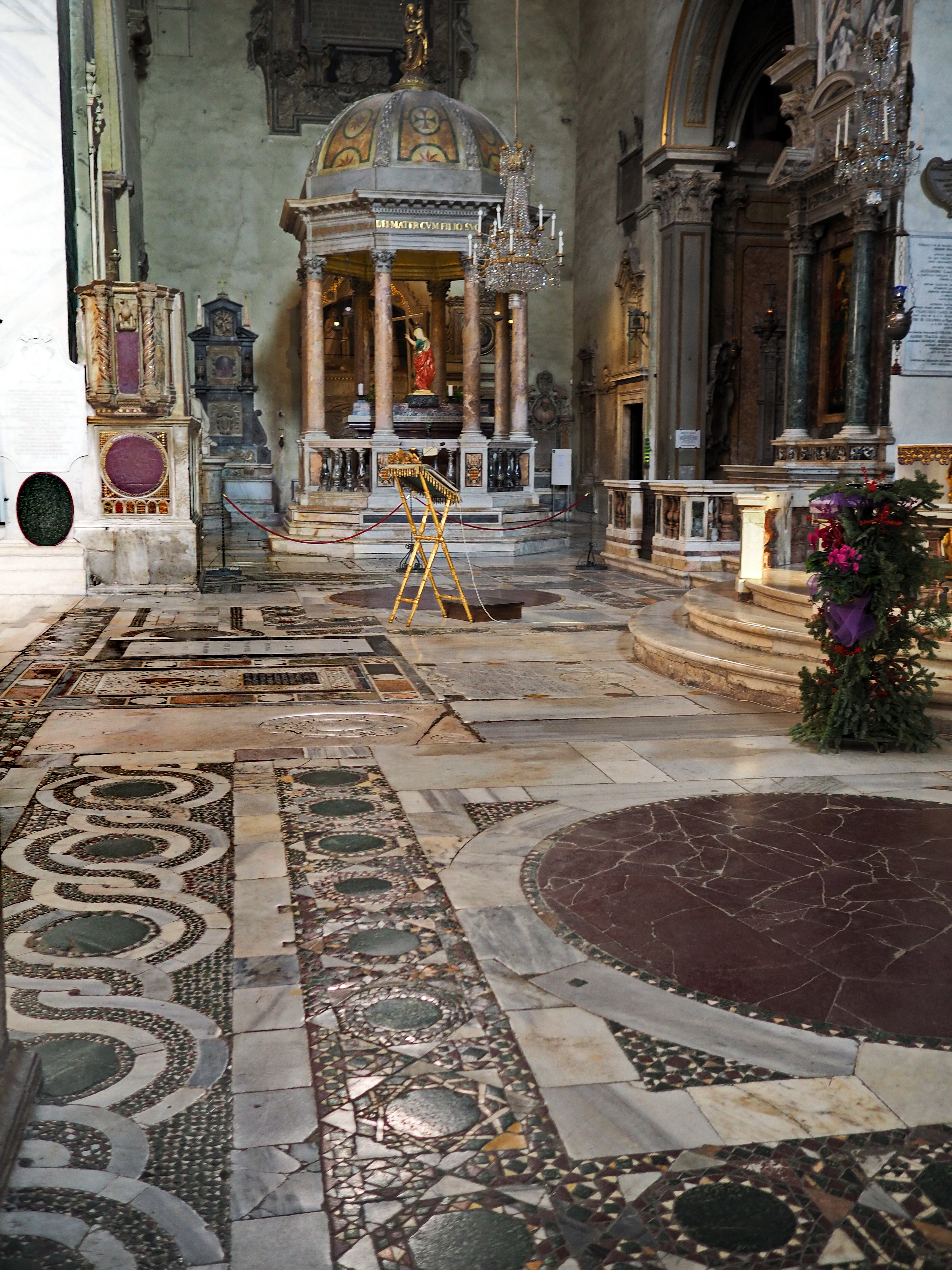
Dwarsschip en kapel van de H. Helena.
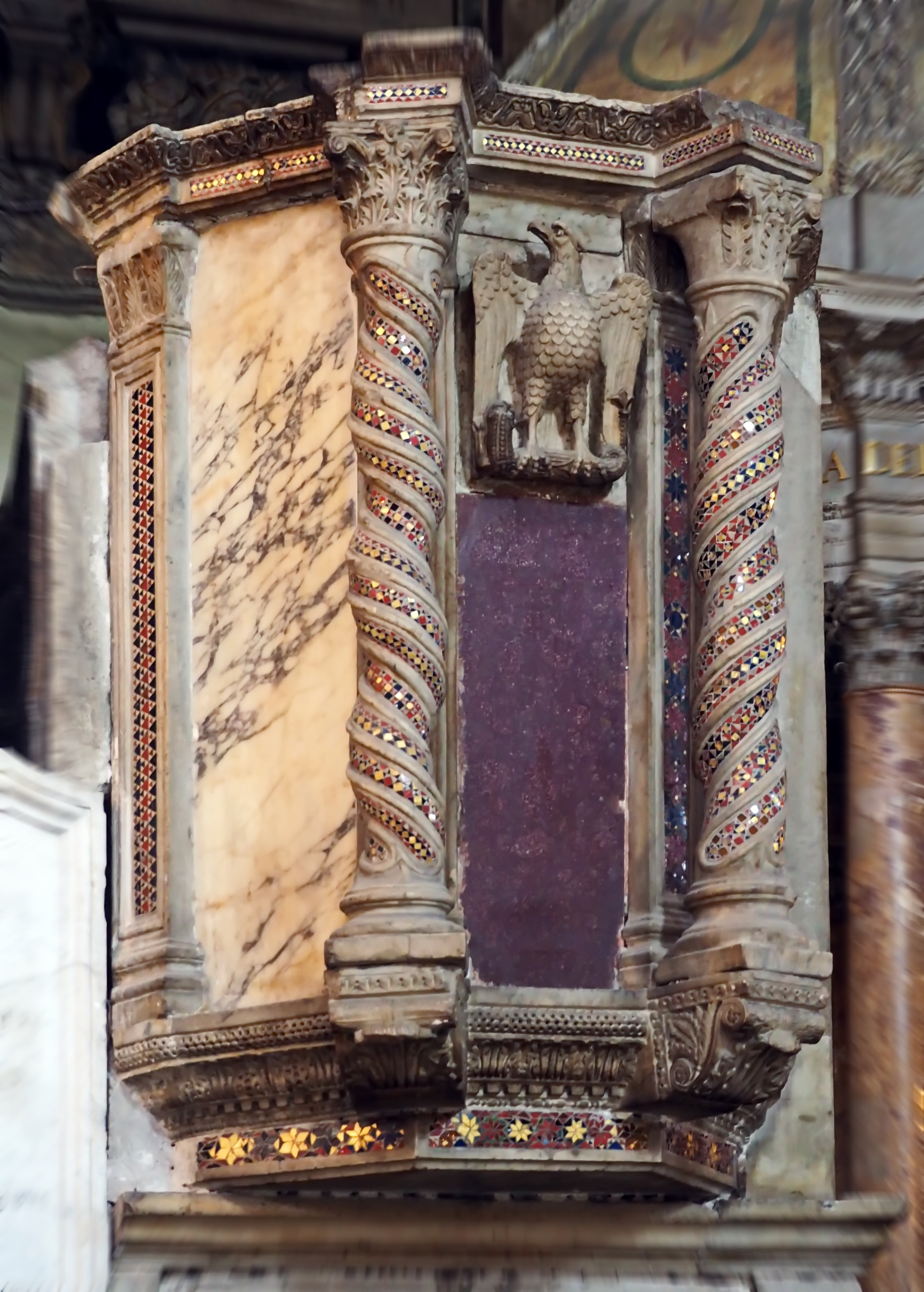
Zuidelijke ambo.
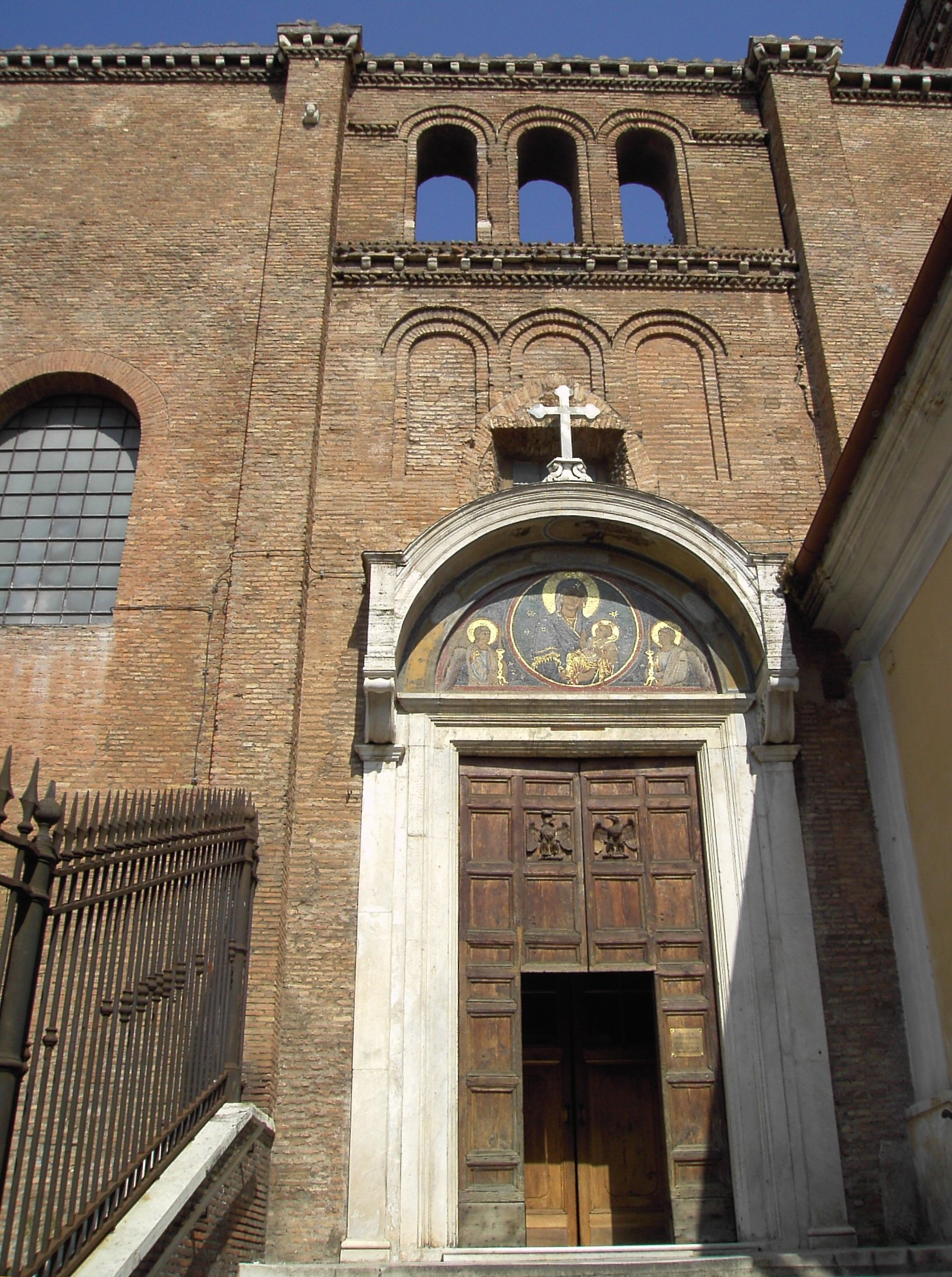
Zij-ingang.

## Geraadpleegde informatie
- (it) Touring club italiano (1993). Roma. Il Touring club, Milano. ISBN 88-365-0508-2. p. 401-405.
- VAN EGERAAT, L., Gids voor Rome, Amsterdam Antwerpen (1981). ISBN 90 215 0884 2, p. 209-211.
- (it) LUCENTINI, MAURO, La grande guida di Roma : per chi ama la città eterna e vuole conoscerla meglio in poco tempo. Newton & Compton, Roma (1999). ISBN 88-8289-053-8. p. 137-140.
- (it) RENDINA, CLAUDIO, Guida insolita ai misteri, ai segreti, alle leggende e alle curiosità di Roma. Newton & Compton, Roma (2010). ISBN 978-88-541-1665-8, p. 32-33.
- (it) POCINO, WILLY, Le curiosità di Roma. Storie, aneddoti e segreti legati a luoghi, tradizioni e monumenti esistenti o scomparsi di una città irrepetibile. Newton & Compton, Roma (2013). ISBN 978-88-541-1505-7, p. 35-42.
- (en)  A. Carandini en P. Carafa (ed.), The atlas of Ancient Rome : biography and portraits of the city, Princeton, New Jersey (2017). ISBN 978-0-691-16347-5. deel 1 p. 144.
- (it)  Webpagina Santa Maria in Aracoeli van www.info.roma.it.
- (it)  Webpagina Convento e chiostro dell'Aracoeli van www.info.roma.it.
- (it)  Webpagina S. Maria in Aracoeli van www.romasegreta.it.
- Webpagina Rome: Santa Maria in Aracoeli op de site van Corvinus.
- (it) Webpagina Basilica di Santa Maria in Aracoeli van Turismo Roma.

Sant'Agnese fuori le mura · 
Sant'Agnese in Agone · 
Sant'Agostino · 
Sant'Alberto Magno · 
Basilica di Santa Anastasia · 
Sant'Andrea al Quirinale · 
Sant'Andrea delle Fratte · 
Sant'Andrea della Valle · 
Sant'Andrea in Via Flaminia · 
Sant'Angela Merici · 
Santi Angeli Custodi a Città Giardino · 
Sant'Anselmo all'Aventino · 
Sant'Antonio da Padova all'Esquilino · 
Sant'Antonio da Padova in Via Tuscolana · 
Sant’Antonio di Padova a Circonvallazione Appia · 
Sant'Antonio in Campo Marzio · 
Sant'Apollinare alle Terme Neroniane-Alessandrine · 
Sant'Atanasio · 
Sant'Atanasio a Via Tiburtina · 
Santi Aquila e Priscilla · 
Santa Balbina · 
San Bernardo alle Terme · 
Santi Bonifacio e Alessio · 
San Callisto · 
San Camillo de Lellis · 
San Carlo ai Catinari · 
San Carlo al Corso · 
Basiliek van Santa Cecilia in Trastevere · 
San Cesareo in Palatio · 
Santa Chiara a Vigna Clara · 
San Clemente · 
San Corbiniano · 
Santi Cosma e Damiano in Via Sacra · 
San Crisogono · 
Santa Croce in Gerusalemme · 
Santa Croce in Via Flaminia · 
Sacro Cuore di Cristo Re · 
Sacro Cuore di Gesù · 
Sacro Cuore di Gesù agonizzante a Vitinia · 
Dio Padre Misericordioso · 
Santi XII Apostoli · 
San Domenico di Guzman · 
Santi Domenico e Sisto · 
Sant'Elena fuori Porta Prenestina · 
Sant'Eligio dei Ferrari · 
Sant'Emerenziana a Tor Fiorenza · 
Sant'Eugenio · 
Sant'Eusebio · 
Santi Fabiano e Venanzio a Villa Fiorelli · 
San Felice da Cantalice a Centocelle · 
Santa Francesca Romana · 
San Francesco a Ripa · 
San Francesco di Paola ai Monti · 
Friezenkerk · 
San Frumenzio ai Prati Fiscali · 
Il Gesù · 
Gesù Divino Lavoratore · 
San Giacomo in Augusta · 
San Gioacchino ai Prati di Castello · 
Santi Gioacchino e Anna al Tuscolano · 
San Giovanni a Porta Latina · 
San Giovanni Bosco in via Tuscolana · 
San Giovanni Crisostomo a Monte Sacro Alto · 
San Giovanni dei Fiorentini · 
Santi Giovanni e Paolo · 
Santi Giovanni Evangelista e Petronio · 
San Giovanni Maria Vianney · 
San Girolamo dei Croati · 
San Giuliano Martire · 
San Giustino · 
Gran Madre di Dio · 
San Gregorio Magno al Celio · 
San Gregorio Magno alla Magliana Nuova · 
San Gregorio VII · 
Sant'Ignazio · 
Sint-Jan van Lateranen · 
Sint-Juliaan-der-Vlamingen · 
San Leonardo da Porto Maurizio · 
San Leone I · 
San Liborio · 
San Lorenzo in Damaso ·  
San Lorenzo in Lucina · 
San Lorenzo in Panisperna · 
San Luca a Via Prenestina · 
San Luigi dei Francesi · 
Santuario della Madonna del Divino Amore · 
Madonna dell'Archetto - 
Santi Marcellino e Pietro · 
San Marcello al Corso · 
San Marco · 
Santa Maria ai Monti · 
Santa Maria Ausiliatrice in Via Tuscolana · 
Santa Maria Consolatrice al Tiburtino · 
Santa Maria degli Angeli e dei Martiri · 
Santa Maria dei Miracoli en Santa Maria in Montesanto · 
Santa Maria dell'Anima · 
Santa Maria della Pace · 
Santa Maria della Salute a Primavalle · 
Santa Maria della Scala · 
Santa Maria della Vittoria · 
Santa Maria delle Grazie a Via Trionfale · 
Santa Maria del Popolo · 
Santa Maria del Suffragio · 
Santa Maria di Monserrato · 
Santa Maria Domenica Mazzarello · 
Santa Maria Goretti · 
Santa Maria Immacolata a Grottarossa · 
Santa Maria in Aquiro · 
Santa Maria in Aracoeli · 
Santa Maria in Campitelli · 
Santa Maria in Cappella · 
Santa Maria in Domnica · 
Santa Maria in Transpontina · 
Santa Maria in Trastevere · 
Santa Maria in Trivio · 
Santa Maria in Vallicella · 
Santa Maria in Via · 
Santa Maria in Via Lata · 
Santa Maria Liberatrice a Monte Testaccio · 
Santa Maria Madre della Providenza a Monte Verde · 
Santa Maria Madre del Redentore a Tor Bella Monaca · 
Basiliek van Santa Maria Maggiore · 
Santa Maria Regina degli Apostoli alla Montagnola · 
Santa Maria Regina Mundi a Torre Spaccata · 
Santa Maria sopra Minerva · 
Santa Beata Maria Vergine Addolorata a piazza Buenos Aires · 
San Martino ai Monti · 
Natività di Nostro Signore Gesù Cristo a Via Gallia · 
Santi Nereo e Achilleo · 
San Nicola in Carcere · 
Santissimo Nome di Maria al Foro Traiano · 
Nostra Signora del Sacro Cuore · 
Ognissanti in Via Appia Nuova · 
Sant'Onofrio · 
Sint-Pancratiusbasiliek · 
Pantheon (Rome) · 
San Patrizio ·
Sint-Anna in Lateranen ·
Sint-Paulus buiten de Muren · 
Sint-Pietersbasiliek · 
Santi Pietro e Paolo a Via Ostiense · 
San Pietro in Montorio · 
San Pietro in Vincoli · 
Santa Prassede · 
Preziosissimo Sangue di Nostro Signore Gesù Cristo · 
Santa Prisca · 
Santa Pudenziana · 
Santi Quattro Coronati · 
Santi Quirico e Giulitta · 
Santissimo Redentore e Sant'Alfonso in Via Merulana · 
Santa Sabina · 
San Salvatore in Lauro · 
Sint-Sebastiaan buiten de Muren · 
San Silvestro in Capite · 
Santi Simone e Giuda Taddeo a Torre Angela · 
Sixtijnse Kapel · 
Santa Sofia a Via Boccea · 
Santa Susanna · 
Tempietto van San Pietro in Montorio · 
Santa Teresa al Corso d’Italia · 
Trinità dei Monti · 
Sant’Ugo · 
Beata Vergine Maria del Monte Carmelo a Mostacciano · 
Basilica di San Vitale